# مارتین لوتر کینگ جونیور
مارتین لوتر کینگ جونیور (به انگلیسی: Martin Luther King, Jr.) (۱۵ ژانویه ۱۹۲۹ – ۴ آوریل ۱۹۶۸) کشیش باپتیست و فعال مدنی آمریکایی بود که از سال ۱۹۵۵ تا زمان ترورش در سال ۱۹۶۸، شناخته‌شده‌ترین سخنگو و رهبر جنبش حقوق مدنی آمریکایی‌های آفریقایی‌تبار بود. کینگ با نافرمانی مدنی و پرهیز از خشونت که الهام‌گرفته از باورهای مسیحی او و شیوه مبارزه مدنی گاندی بود، توانست حقوق مدنی سیاهپوستان آمریکا را ارتقا بدهد.
کینگ در تظاهرات حق رأی سیاهپوستان، الغای تفکیک نژادی، حقوق کارگران و سایر حقوق مدنی اساسی شرکت و آنها را رهبری می‌کرد. او رهبری کارزار تحریم اتوبوس‌های مونتگمری در سال ۱۹۵۵ را برعهده داشت و مدتی بعد، اولین رئیس کنفرانس رهبران مسیحی جنوب شد. او در این مقام، جنبش آلبانی در آلبانی جورجیا را رهبری کرد و به سازماندهی برخی تظاهرات‌های مسالمت‌آمیز ۱۹۶۳ در برمینگم آلاباما پرداخت. کینگ نقش مهمی در سازماندهی راه‌پیمایی به سوی واشینگتن برای کار و آزادی در مارس ۱۹۶۳ داشت و در همین مراسم بود که سخنرانی مشهور «رؤیایی دارم» را روی پله‌های بنای یادبود لینکلن ایراد کرد.
کنفرانس رهبران مسیحی جنوب، با انتخاب راهبردی شیوه و محل انجام تظاهرات، موفق شد تاکتیک‌های اعتراض با پرهیز از خشونت را به کار ببندد. گاهی برخی رویارویی‌های پرماجرا با مقامات طرفدار تفکیک نژادی، به خشونت می‌کشید. کینگ از نظر جی. ادگار هوور، رئیس اف‌بی‌آی، فردی تندرو بود و به همین دلیل از سال ۱۹۶۳، به یکی از اهداف برنامه ضدجاسوسی کوینتلپرو اف‌بی‌آی تبدیل شد. مأموران اف‌بی‌آی تحقیقاتی دربارهٔ پیوندهای احتمالی کینگ با جریان کمونیسم انجام داده و روابط جنسی خارج از ازدواج او را ثبت و ضبط می‌کردند و این اطلاعات را به مقامات دولت گزارش می‌دادند. در سال ۱۹۶۴، مأموران اف‌بی‌آی یک نامه بدون‌نام و تهدیدآمیز برای کینگ فرستادند و برداشت کینگ این بود که می‌خواهند او را مجبور به خودکشی کنند.
در ۱۴ اکتبر ۱۹۶۴، کینگ به‌خاطر مبارزه با نابرابری نژادی از طریق مقاومت بدون خشونت، برنده جایزه صلح نوبل شد. او در سال ۱۹۶۵ به سازماندهی راه‌پیمایی‌های سلما به مونتگمری کمک کرد. کینگ در سال‌های پایانی زندگی‌اش، تلاش و تمرکز خود را به مقابله با فقر، سرمایه‌داری و جنگ ویتنام نیز تسری داد.
در ۱۹۶۸، کینگ در حال برنامه‌ریزی برای اشغال واشینگتن، دی.سی. در چارچوب کارزار فقرا بود که در ۱۴ آوریل در ممفیس، تنسی ترور شد. مرگ او شورش‌های زیادی را در شهرهای مختلف آمریکا در پی داشت. ادعاهایی مطرح شد که جیمز ارل ری، مردی که بابت قتل کینگ محکوم شد، قاتل واقعی نبوده یا در هماهنگی با مأموران دولت عمل کرده‌است و این ادعاها تا دهه‌ها پس از مرگ کینگ پابرجا بود. پس از مرگ کینگ، در سال ۱۹۷۷ نشان افتخار آزادی رئیس‌جمهوری و در سال ۲۰۰۳ نشان طلایی کنگره آمریکا به او اعطا شد. روز مارتین لوتر کینگ جونیور از سال ۱۹۷۱ به بعد جزو تعطیلات رسمی در برخی شهرها و ایالات آمریکا بود و نهایتاً در سال ۱۹۸۶، با تصویب در سطح فدرال و امضای رونالد ریگان، تبدیل به یکی از تعطیلات رسمی در ایالات متحده آمریکا شد. صدها خیابان در آمریکا به اسم کینگ نام‌گذاری شده‌اند و پرجمعیت‌ترین شهرستان ایالت واشینگتن هم به افتخار او شهرستان کینگ نامیده شده‌است. بنای یادبود مارتین لوتر کینگ جونیور در نشنال مال واقع در واشینگتن، دی.سی. نیز به افتخار و یاد او ساخته شده‌است.

## کودکی و نوجوانی

### تولد
مارتین لوتر کینگ جونیور، با نام اصلی مایکل کینگ جونیور، در ۱۵ ژانویه ۱۹۲۹ در آتلانتا، جورجیا به دنیا آمد. او دومین فرزند از سه فرزند مایکل کینگ و آلبرتا کینگ بود. مادر کینگ نام او را مایکل گذاشت و همین نام در گواهی ولادت او ثبت شد. خواهر بزرگ‌تر کینگ «کریستین کینگ فاریس» و برادر کوچک‌تر او «آلفرد دنیل ویلیامز کینگ» نام داشتند.
آدام دانیل ویلیامز (پدربزرگ مادری کینگ) که کشیش مناطق روستایی جورجیا بود، در سال ۱۸۹۳ به آتلانتا نقل مکان کرد و یک سال بعد، شبان (پیشوای روحانی) کلیسای باپتیست ابنزر این شهر شد.
پدر کینگ، در استوک بریج، جورجیا، در خانواده‌ای که با مزرعه‌داری امرار معاش می‌کردند متولد شد. او در نوجوانی مزرعه والدینش را ترک کرد و پای پیاده به آتلانتا رفت تا در دبیرستان درس بخواند. پس از تکمیل دبیرستان وارد کالج مورهاس شد و برای ورود به خدمت کشیشی تحصیل کرد.
پدر و مادر کینگ در سال ۱۹۲۰ آشنا شدند و در ۲۵ نوامبر ۱۹۲۶ با هم ازدواج کردند. پدر کینگ مدتی پس از ازدواج، دستیار شبان (پیشوای روحانی) کلیسای باپتیست ابنزر شد. شبان ارشد این کلیسا یعنی آدام دانیل ویلیامز (پدربزرگ مادری کینگ) در بهار ۱۹۳۱ درگذشت و پاییز آن سال، پدر کینگ جای او را گرفت و به مرور تعداد شرکت‌کنندگان کلیسا را از ششصد نفر به چند هزار نفر رساند.
در سال ۱۹۳۴، کلیسا پدر کینگ را به رم، تونس، مصر، اورشلیم، بیت‌لحم و سپس برلین فرستاد تا در کنگره «ائتلاف جهانی کلیسای باپتیست» شرکت کند. او در این سفر از اماکن مرتبط با مارتین لوتر، رهبر اصلاحات پروتستانی، نیز بازدید کرد و شاهد قدرت‌گیری نازیسم بود. «ائتلاف جهانی کلیسای باپتیست» در واکنش به این موضوع، مصوبه‌ای صادر و اعلام کرد که عداوت نژادی و هر شکلی از سرکوب یا تبعیض ناعادلانه علیه یهودیان، افراد رنگین‌پوست یا نژادهای فرودست در هر نقطه‌ای از جهان را نقض قوانین الهی دانسته و محکوم می‌کند. پدر کینگ در اوت ۱۹۳۴ به آمریکا بازگشت و نام خود را به «مارتین لوتر کینگ» و نام پسرش را به «مارتین لوتر کینگ جونیور» تغییر داد.

### کودکی
کینگ و خواهر و برادرش، در کودکی تحت تعلیم پدرشان انجیل را مطالعه می‌کردند و با صدای بلند در خانه می‌خواندند. پدر کینگ برای تأدیب فرزندانش همیشه دست به شلاق می‌برد و حتی گاهی بچه‌ها را وادار می‌کرد یکدیگر را شلاق بزنند. پدر کینگ بعدها گفته بود که کینگ بچه بسیار عجیبی بوده و وقتی شلاق می‌خورده سر جایش می‌ایستاده و اشک از چشم‌هایش فرو می‌ریخته اما هرگز گریه نمی‌کرده‌است.

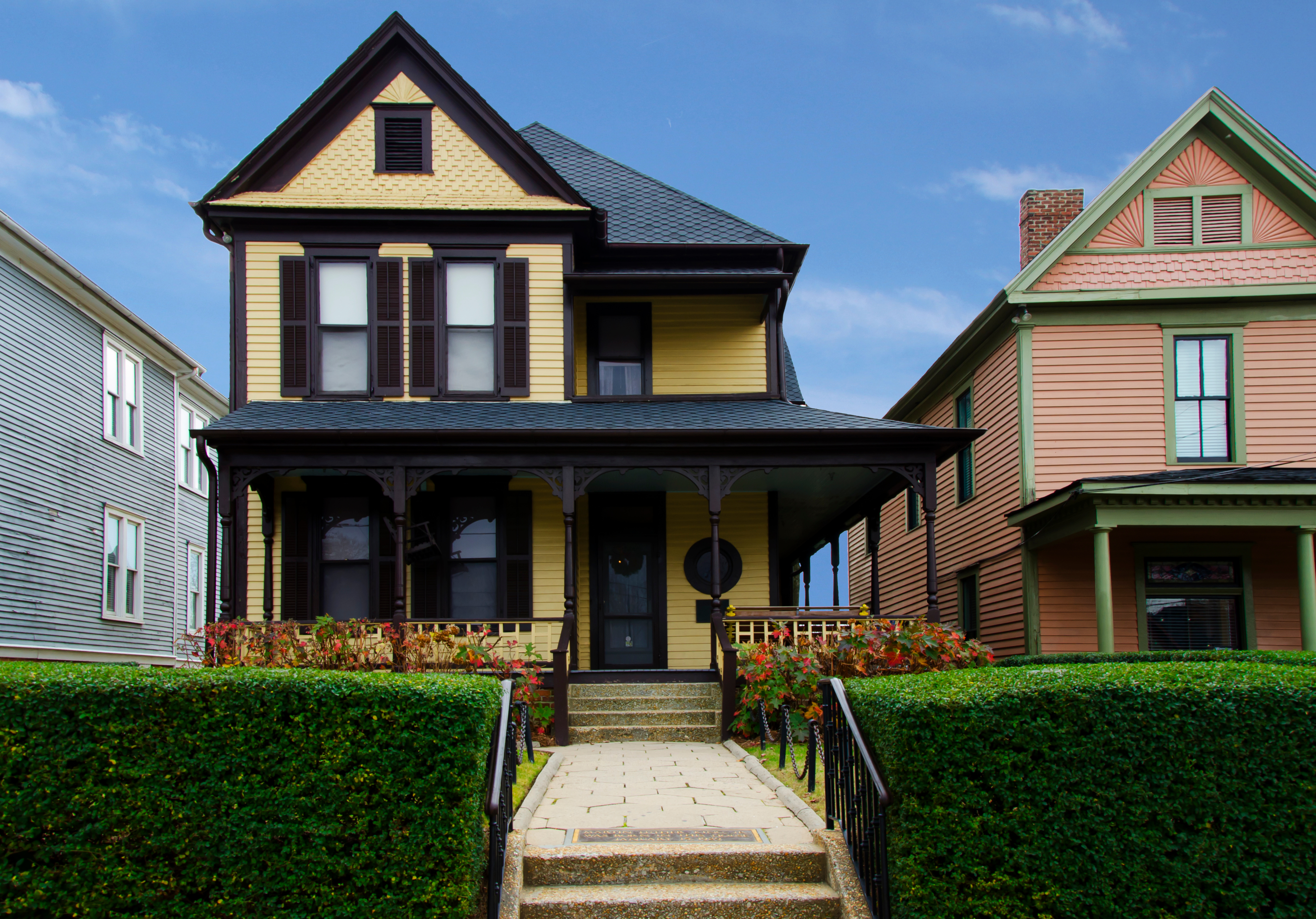
خانه کودکی مارتین لوتر کینگ جونیور

کینگ در کودکی با پسرکی سفیدپوست دوست شد. در سپتامبر ۱۹۳۵ پسرها شش ساله شده بودند و کینگ باید به «مدرسه ابتدایی یانگ استریت» که مختص کودکان سیاه‌پوست می‌رفت و دوست و همبازی او به مدرسه دیگری که مختص کودکان سفیدپوست بود. مدتی بعد، والدین پسر سفیدپوست دیگر به پسرشان اجازه ندادند با کینگ بازی کند و به آن دو گفتند «تو سفیدی، و تو رنگین‌پوست». وقتی کینگ ماجرا را برای والدینش تعریف کرد، آنها تاریخچه برده‌داری و نژادپرستی در آمریکا را برایش توضیح دادند. کینگ تازه با نفرت، خشونت و سرکوبی که علیه سیاهپوستان آمریکا رایج بود آشنا شده بود و بعدها گفت که در آن لحظه «تصمیم گرفته از هر سفیدپوستی متنفر باشد» اما والدین کینگ به او گفته‌اند وظیفه مسیحی او این است که همه را دوست داشته باشد.
کینگ همواره شاهد مقابله پدرش با تفکیک نژادی و انواع مختلف تبعیض بود و بارها از او شنیده بود که «مهم نیست تا کی مجبور باشم در این نظام زندگی کنم؛ هیچ‌وقت حاضر نیستم آن را بپذیرم». در ۱۹۳۶، صدها آفریقایی-آمریکایی برای اعتراض به تبعیض در حق رأی به طرف تالار شهر آتلانتا تظاهرات کردند و پدر کینگ رهبری آنها را برعهده داشت. کینگ سال‌ها بعد اشاره کرد که پدرش برای او «یک پدر واقعی» بوده‌است.
کینگ در پنج سالگی می‌توانست سرودهای روحانی و برخی آیات انجیل را از بر بخواند. در همین سنین بود که با مادرش در مراسم مختلف کلیسا شرکت می‌کردند و وقتی مادرش پیانو می‌نواخت کینگ سرود می‌خواند. سرود محبوب او «می‌خواهم بیشتر و بیشتر شبیه عیسی باشم» نام داشت و با خواندن آن حاضران را به وجد می‌آورد. کینگ بعدها عضو گروه کر کلیسایشان شد. او به اپرا و نواختن پیانو هم علاقه داشت. کینگ در این سنین مدام فرهنگ لغت می‌خواند و به همین دلیل دایره واژگان بسیار گسترده‌ای داشت.
او گاهی با پسربچه‌های محله‌شان کتک‌کاری می‌کرد اما اغلب اوقات از دانش و کلامش برای دوری از دعوا استفاده می‌کرد. کینگ هیچ علاقه‌ای به دستورزبان و هجی کلمات نداشت و این خصوصیت را در سراسر عمرش حفظ کرد. در سال ۱۹۳۹، هنگام نخستین نمایش فیلم بربادرفته در آتلانتا، کینگ به‌عنوان یکی از اعضای گروه کر کلیسا، لباس بردگی پوشید و برای حضاری که همگی سفیدپوست بودند، آواز خواند. در سپتامبر ۱۹۴۰، کینگ برای تحصیل در کلاس هفتم وارد مدرسه دانشگاه آتلانتا شد. آنجا ویولن و پیانو آموخت و علاقه زیادی به تاریخ و زبان انگلیسی از خود نشان داد.
در ۸ مه ۱۹۴۱، کینگ پنهانی از خانه فرار کرده و به تماشای کارناوال رفته بود که خبردار شد مادربزرگ مادری‌اش بر اثر حمله قلبی درگذشته است. مرگ او برای کینگ بسیار دشوار بود و کینگ گمان می‌کرد بخاطر کلک‌زدن و پنهان‌کاری او بوده که خداوند جان مادربزرگ را گرفته‌است. کینگ از پنجره طبقه دوم خانه‌شان بیرون پرید تا خودش را بکشد اما پدرش به او گفت که نباید خودش را مقصر بداند زیرا خداوند مادربزرگ را به خانه فراخوانده و مرگ او بخشی از برنامه خداوند بوده که هیچ‌کس قادر به تغییر آن نیست. کینگ با پذیرش این موضوع کلنجار می‌رفت و نمی‌توانست باور کند که والدینش می‌دانند مادربزرگشان کجا رفته‌است.

### نوجوانی

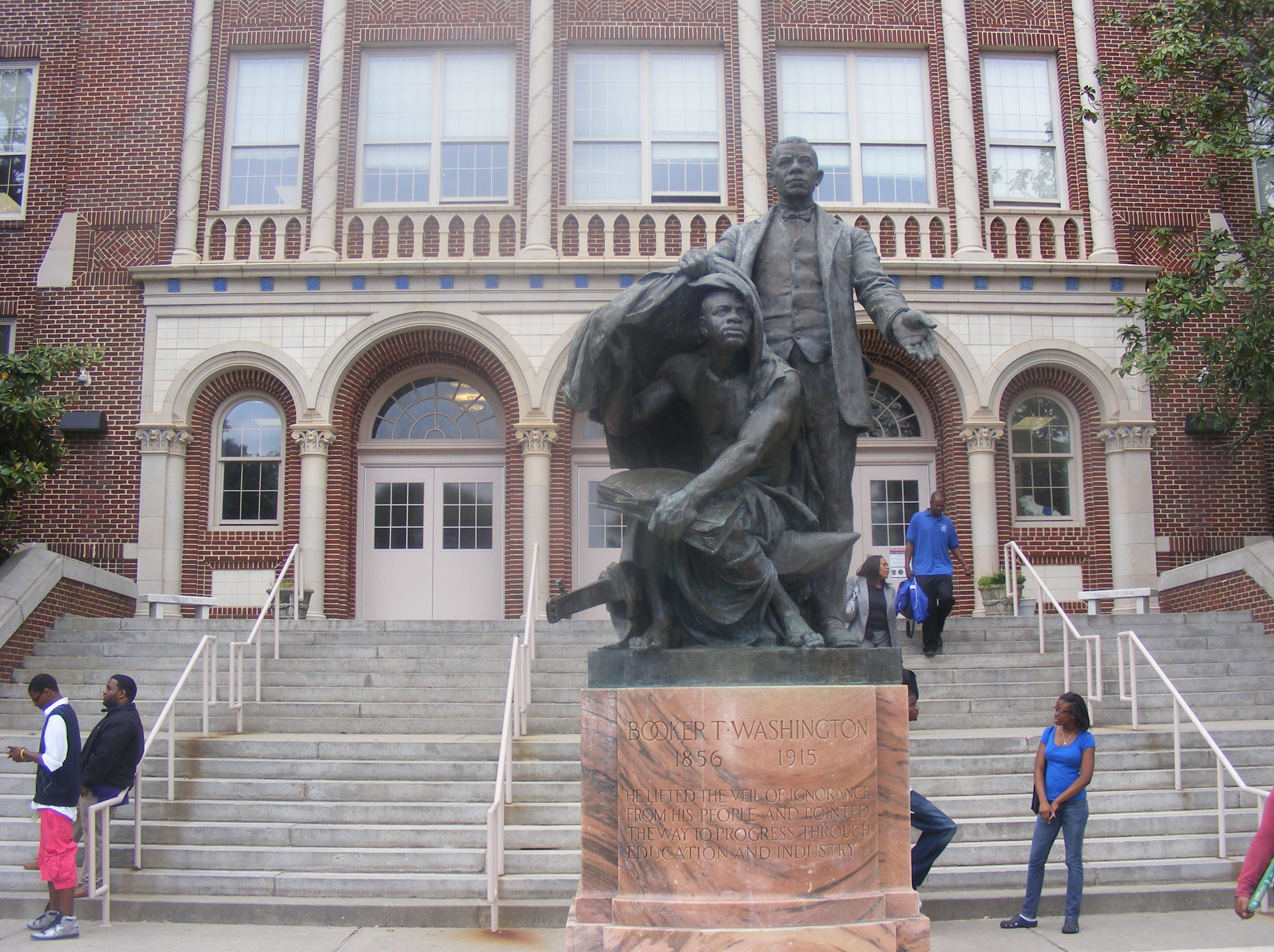
دبیرستان بوکر تی. واشینگتن در آتلانتا

کینگ در ابتدای نوجوانی به‌خاطر «تحقیر نژادی» که خود او و خانواده و همسایگانش باید در جنوب آمریکا تحمل می‌کردند، از سفیدپوستان نفرت داشت. در ۱۳ سالگی، جوان‌ترین دستیار ایستگاه تحویل روزنامه «آتلانتا ژورنال» بود. در همان سال، کینگ کلاس نهم را جهشی خواند و وارد دبیرستان بوکر تی. واشینگتن شد که تنها دبیرستان شهر برای دانش‌آموزان سیاهپوست بود. پدربزرگ کینگ و دیگر رهبران سیاهپوست محلی، دولت آتلانتا را مجبور به گشایش این دبیرستان کرده بودند.
کینگ با تربیت باپتیست بزرگ شده بود اما با رسیدن به نوجوانی به برخی ادعاهای مسیحیت بدبین شد. او آموزه‌های تحت‌اللفظی انجیل که در کلیسای پدرش موعظه می‌شد را زیر سؤال می‌برد. در ۱۳ سالگی، رستاخیز جسمانی مسیح را در کلاس مذهبی انکار کرد. کینگ می‌گفت که نمی‌تواند با نمایش‌ها و ژست‌های عاطفی کسانی که در مراسم کلیسا شرکت می‌کنند همدلی کند و تردید دارد که اساساً بتواند با مذهب به رضایت شخصی برسد.
کینگ در دبیرستان به‌خاطر فن بیان و صدای باریتون رسایی که داشت معروف بود. او همچنان بیش از همه به تاریخ و انگلیسی علاقه داشت و جامعه‌شناسی و انگلیسی را به عنوان دروس اصلی خود در مدرسه انتخاب کرد. او برای املا و هجی کلمات از خواهرش کریستین کمک می‌گرفت و در مقابل در درس ریاضی به خواهرش کمک می‌کرد. او به مُد هم علاقمند شده بود و اغلب کفش ورنی و کت‌وشلوار فاستونی می‌پوشید و به رقصیدن و لاس‌زدن با دخترها هم علاقه داشت.
در ۱۳ آوریل ۱۹۴۴، کینگ اولین سخنرانی عمومی‌اش را در یک مسابقه فن بیان که در شهر دابلین، جورجیا برگزار می‌شد ایراد کرد. او در سخنرانی‌اش از تبعیض علیه سیاه‌پوستان آمریکا صحبت کرد و برنده شد. در راه برگشت به آتلانتا، راننده اتوبوس به کینگ و معلم او دستور داد که بایستند تا مسافران سفیدپوست بتوانند روی صندلی بنشینند و به کینگ توهین نژادی کرد. کینگ ابتدا حاضر به اطاعت نشد اما معلمش به او گفت که اگر به حرف راننده گوش نکند قانون را شکسته‌است. چون کل صندلی‌های اتوبوس پر بود، کینگ و معلمش مجبور شدند تمام راه را بایستند. او بعدها دربارهٔ این اتفاق گفت که «آن شب هیچگاه از خاطرم نمی‌رود. هیچ‌وقت در زندگی‌ام آنقدر خشمگین نشده بودم».

## تحصیلات مذهبی، ازدواج و تشکیل خانواده

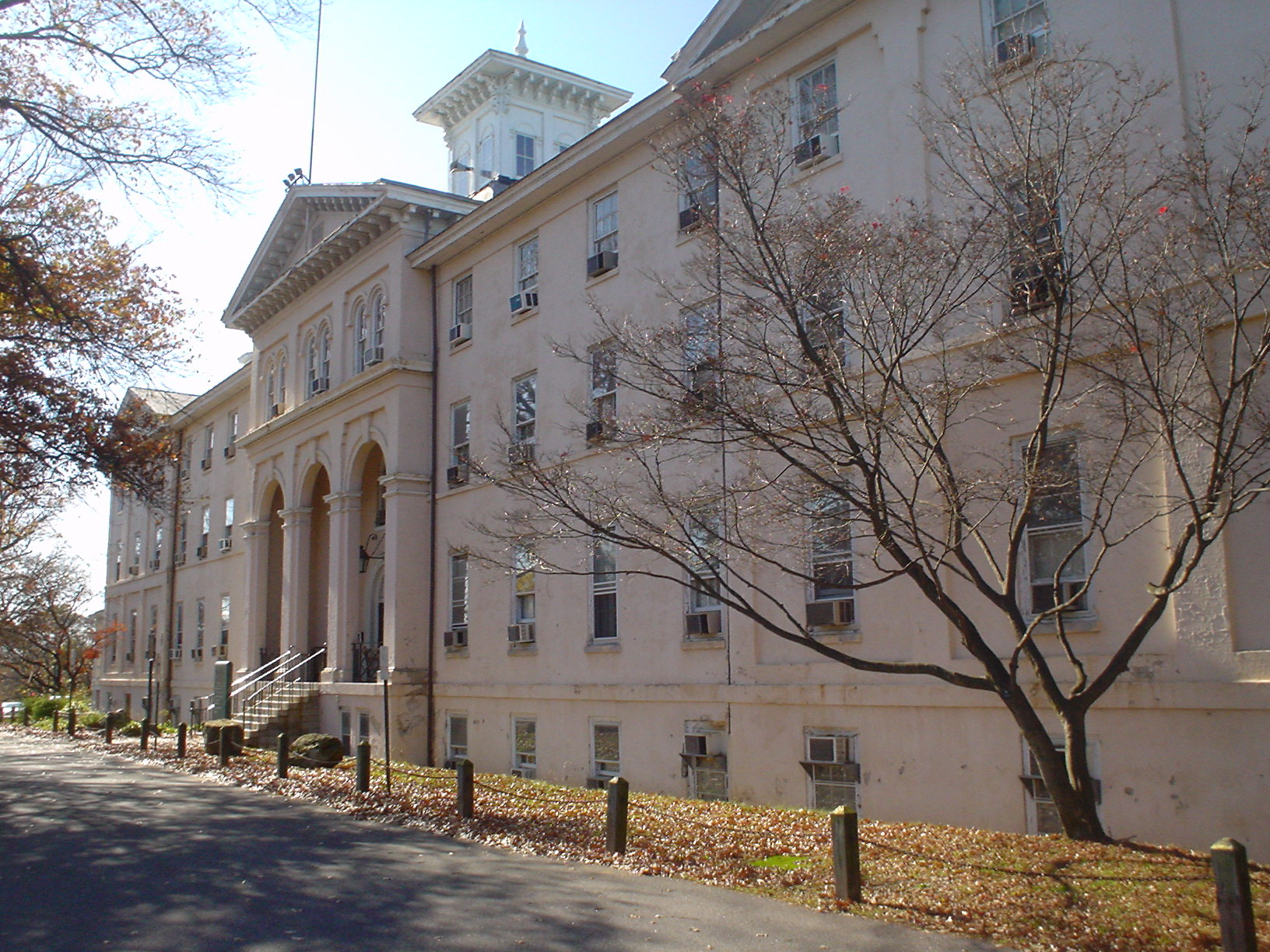
کینگ مدرک لیسانس الهیات خود را از مدرسه کروزر دریافت کرد (عکس متعلق به سال ۲۰۰۹ میلادی).

کینگ برای ادامه تحصیلات مذهبی خود، در مدرسه الهیات «کروزر» در شهر آپلند ایالت پنسیلوانیا ثبت‌نام کرد. پدر کینگ از تصمیم او برای ادامهٔ تحصیل کاملاً حمایت می‌کرد و ترتیبات لازم را فراهم نمود تا کینگ بتواند با دانش‌آموختگان برجستهٔ این مدرسه از جمله «جی پیوس باربور» که پیشوای مذهبی «کلیسای باپتیست گلگتا» در چستر، پنسیلوانیا بود کار کند. کینگ در کنار دانشجویانی مانند «ویلیام آگوستوس جونز جونیور» و «ساموئل دی. پروکتور» که هردو آنها نیز بعدها واعظان شناخته‌شده‌ای در کلیسای سیاهپوستان آمریکا شدند، به لقب افتخارآمیز «پسران گلگتا» خوانده می‌شدند. کینگ در این مدرسه به عنوان نماینده دانشجویان نیز انتخاب شد. او یکبار دانشجوی سیاهپوست دیگری را به خاطر نگه‌داشتن آبجو در اتاقش سرزنش کرد و به او گفت که آنها به عنوان مردان آفریقایی-آمریکایی مسئولیت دارند که «بار نژاد سیاه» را به دوش بکشند. کینگ در این برهه برای مدتی به «انجیل اجتماعی» والتر راوشنبوش علاقه‌مند شده بود.
در سومین سال تحصیل در مدرسه کروزر، کینگ با دختری سفیدپوست که مادر مهاجر آلمانی‌اش در کافه‌تریای مدرسه آشپزی می‌کرد وارد رابطه شد. این دختر پیش از آشنایی با کینگ، با یکی از استادان مدرسه رابطه داشت. کینگ مایل بود با این دختر ازدواج کند اما دوستانش او را از این کار منع کرده و به او گفتند که ازدواج بین‌نژادی، هم از طرف سفیدپوستان و هم از طرف سیاهپوستان باعث کینه‌توزی می‌شود و احتمالاً به فرصت‌های او برای رسیدن به مقام مذهبی در کلیساهای جنوب آمریکا لطمه می‌زند. کینگ با گریه به یکی از دوستانش گفته بود که نمی‌تواند درد و اندوه مادرش از این ازدواج را تحمل کند و شش ماه بعد رابطه را به هم زد. او تا مدت‌ها بعد کماکان نسبت به این زن علاقه داشت و یکی از دوستان او گفته‌است که این زخم او هرگز ترمیم نشد.
او در سال ۱۹۵۱ با درجه لیسانس الهیات از این مدرسه فارغ‌التحصیل شد.

### دانشگاه بوستون
کینگ در سال ۱۹۵۱ تحصیلات دکتری خود در رشته الهیات سیستماتیک را در دانشگاه بوستون آغاز کرد. او علاوه بر تحصیل، در یکی از کلیساهای تاریخی بوستون به نام «کلیسای باپتیست دوازدهم» نیز به عنوان دستیار کشیشی به نام «ویلیام هانتر هستر» مشغول کار شد. هستر دوست قدیمی پدر کینگ بود و تأثیر مهمی بر کینگ گذاشت. کینگ در بوستون با گروه کوچکی از کشیشان محلی هم‌سن‌وسال خود آشنا شد و گاهی در کلیسای آنها به عنوان واعظ میهمان سخنرانی می‌کرد. این گروه بسیاری اوقات در آپارتمان یکی از اعضا جمع می‌شدند و دربارهٔ الهیات، سبک خطابه و مسائل اجتماعی بحث می‌کردند.
کینگ در سال‌های ۱۹۵۲ و ۱۹۵۳ به‌عنوان دانشجوی ناظر در کلاس‌های فلسفه دانشگاه هاروارد شرکت می‌کرد.
در سال ۱۹۵۴، کینگ در ۲۵ سالگی به عنوان پیشوای مذهبی «کلیسای باپتیست خیابان دکستر» در مونتگومری، آلاباما منصوب شد.
کینگ پایان‌نامه دکتری‌اش با عنوان «مقایسهٔ پنداشت خدا در اندیشهٔ پل تیلیش و هنری نلسون ویمن» را زیر نظر ادگار اس. برایتمن و پس از مرگ او زیر نظر لوتان هارولد دی‌ولف نوشت و مدرک دکترای خود را در ۵ ژوئن ۱۹۵۵ دریافت کرد.
در یک تحقیق آکادمیک در سال ۱۹۹۱ مشخص شد که کینگ در بخش‌هایی از پایان‌نامه‌اش مرتکب دستبرد فکری شده‌است. اما این کمیته تحقیقاتی اعلام کرد که علیرغم این یافته‌ها، نباید به لغو مدرک دکترای کینگ فکر کرد و این پایان‌نامه کماکان ارزش فکری بالایی دارد. در حال حاضر نامه‌ای به رونوشت پایان‌نامه کینگ در کتابخانه دانشگاه بوستون پیوست شده که نشان می‌دهد چند بند از این اثر، بدون ارجاع مناسب به منبع، ذکر شده‌است. در حال حاضر اختلافات و مباحث زیادی درخصوص نحوه تفسیر و تعبیر دستبرد فکری کینگ مطرح است.

### ازدواج و تشکیل خانواده
هنگام تحصیل در دانشگاه بوستون، کینگ از یکی از دوستانش به نام «مری پاول» پرسید دختر جنوبی خوبی برای او سراغ دارد یا نه. پاول، کینگ را به همکلاسی‌اش کورتا اسکات معرفی کرد. کورتا گفت علاقه‌ای به دوست‌شدن با واعظان مذهبی ندارد اما بالاخره با تعریف‌هایی که پاول از کینگ کرد، کورتا اجازه داد کینگ به او زنگ بزند. آنها چهار بار قرار گذاشتند و بعد از دومین قرار، کینگ مطمئن شد که اسکات خصوصیات موردنظر او به‌عنوان همسر را دارد. اسکات در دوران دانشگاه فعالیت مدنی می‌کرد و با راد سرلینگ و همسرش کرول همکلاسی بود.
کینگ در ۱۸ ژوئن ۱۹۵۳ با کورتا اسکات ازدواج کرد و مراسم عروسی آنها در حیاط خانهٔ والدین اسکات در هیبرگر، آلاباما برگزار شد. حاصل ازدواج آنها چهار فرزند بود: یولاندا کینگ (۲۰۰۷–۱۹۵۵)، مارتین لوتر کینگ سوم (متولد ۱۹۵۷)، دکستر اسکات کینگ (متولد ۱۹۶۱) و برنیس کینگ (متولد ۱۹۶۳). کینگ پس از ازدواج با کورتا اسکات، نقش او در جنبش حقوق مدنی را محدود کرد و از او انتظار داشت صرفاً مادر و زنی خانه‌دار باشد.
در دسامبر ۱۹۵۹ و پس از پنج سال زندگی در مونتگومری، کینگ به درخواست کنفرانس رهبران مسیحی جنوب به آتلانتا بازگشت. کینگ تا زمان مرگ، در کنار پدرش یکی از پیشوایان روحانی کلیسای باپتیست ابنزر در آتلانتا بود و به گسترش جنبش حقوق مدنی سیاه‌پوستان در جنوب آمریکا کمک کرد.

## فعالیت مدنی و رهبری سازمانی

### جنبش تحریم اتوبوس‌های مونتگمری، ۱۹۵۵

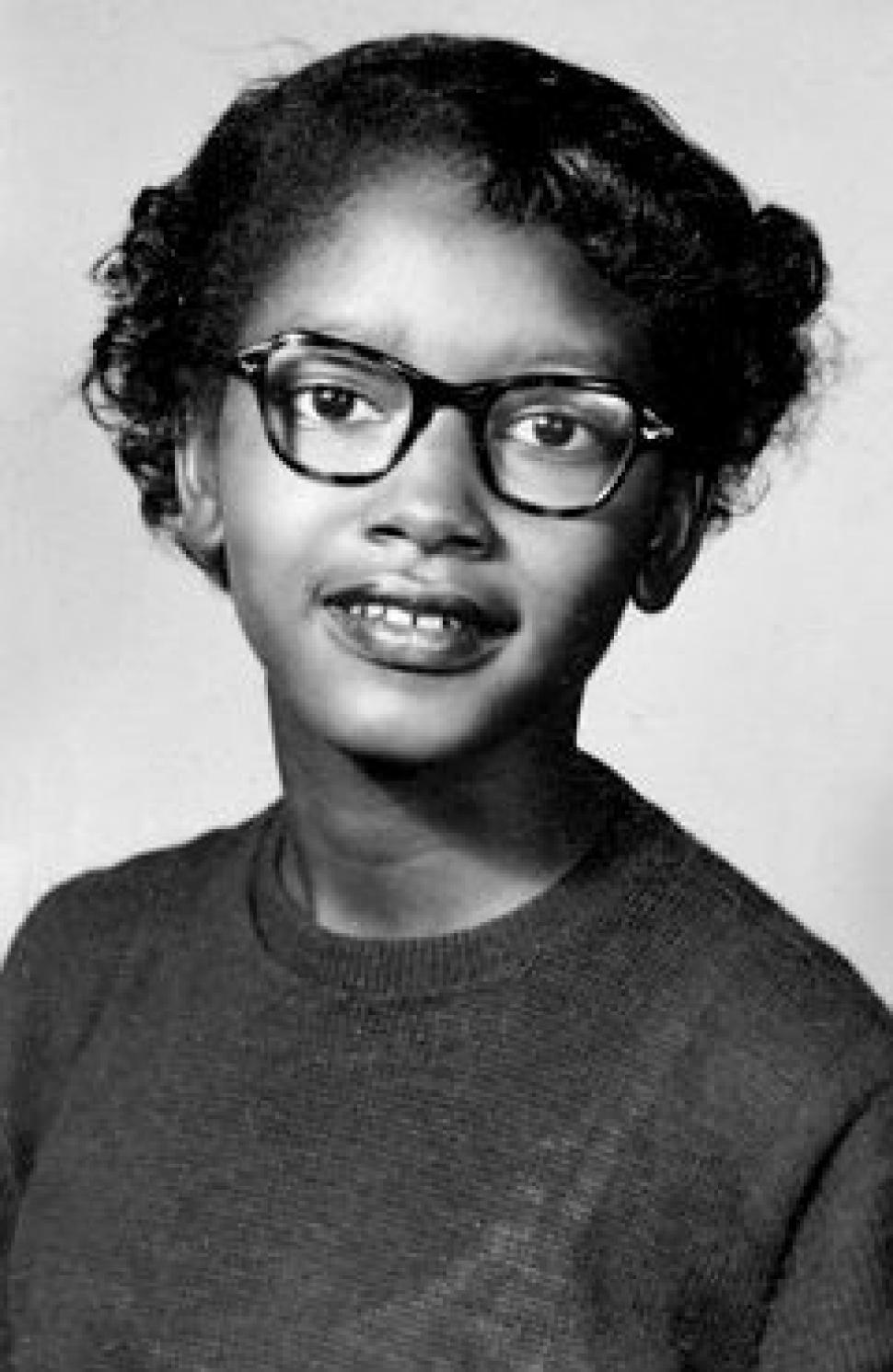
کلودت کالوین در ۱۳ سالگی.

در مارس ۱۹۵۵، کلودت کالوین (دختر دانش‌آموز ۱۵ ساله در شهر مونتگمری) برخلاف قوانین جیم کرو حاضر نشد صندلی خود در اتوبوس را به یک مرد سفیدپوست بدهد. قوانین جیم کرو، یکی از قوانین محلی ایالت‌های جنوبی آمریکا بود که تفکیک نژادی را به اجرا می‌گذاشت. کینگ، یکی از اعضای کمیته‌ای از جامعهٔ آفریقایی-آمریکایی بیرمنگام بود که این پرونده را بررسی می‌کرد. ای. دی. نیکسون و کلیفورد دور (از اعضای کمیته) تصمیم گرفتند برای پیگیری مشکل، منتظر پروندهٔ مناسب‌تری بمانند چون کلودت کالوین قانوناً صغیر بود.
۹ ماه بعد، در یکم دسامبر ۱۹۵۵، اتفاق مشابهی افتاد و زنی به نام رزا پارکس به‌خاطر امتناع از بلند شدن از صندلی‌اش در اتوبوس شهری، دستگیر شد. این دو واقعه منجر به شکل‌گیری کارزار تحریم اتوبوس‌های مونتگمری شد که توسط ای.دی. نیکسون برنامه‌ریزی و با رهبری مارتین لوتر کینگ اجرا شد. کینگ در این زمان ۲۶ سال داشت و تازه به مقام کشیشی رسیده بود اما بقیه واعظان از او خواستند نقش رهبری را برعهده بگیرد چون تازه‌وارد جامعه وعاظ شده بود و به همین خاطر راحت‌تر از بقیه می‌توانست به اعتراض بپردازد. کینگ ابتدا نسبت به پذیرش نقش رهبری تردید داشت اما وقتی دید کس دیگری حاضر به این کار نیست، رهبری را پذیرفت.
این کارزار ۳۸۵ روز ادامه یافت و وضعیت چنان پرتنش شده بود که در خانهٔ کینگ بمب گذاشتند. کینگ در جریان این کارزار بازداشت و زندانی شد و همین موضوع یک‌شبه توجه رسانه‌های ملی را به ماجرا جلب و وجههٔ عمومی کینگ را به‌شدت تقویت کرد. کارزار هنگامی پایان یافت که دادگاه ناحیه‌ای ایالات متحده در پروندهٔ «برودر علیه گیل» حکم داد که تفکیک نژادی در تمامی اتوبوس‌های عمومی مونتگومری ممنوع است. سیاهپوستان شهر دوباره حاضر شدند سوار اتوبوس‌های عمومی بشوند و حالا می‌توانستند به صورت کاملاً قانونی روی صندلی بنشینند.
نقش‌آفرینی کینگ در این کارزار، او را به یک چهرهٔ ملی و مشهورترین سخنگوی جنبش حقوق مدنی تبدیل کرد.

### تأسیس کنفرانس رهبران مسیحی جنوب، ۱۹۵۷
در سال ۱۹۵۷، کینگ، رالف ابرناتی، فرد شاتلزورث، جوزف لوئری و سایر فعالان حقوق مدنی، کنفرانس رهبران مسیحی جنوب را پایه‌گذاری کردند. هدف از تشکیل این گروه، در اختیار گرفتن اقتدار اخلاقی و قدرت سازماندهی کلیساهای سیاهپوستان برای استفاده از اعتراض و مقاومت بدون خشونت در خدمت اصلاح حقوق مدنی بود. این گروه با الهام از کارزارهای بیلی گراهام، کشیش مشهور انجیلی که با کینگ دوست شده بود، و همچنین سازماندهی ملی گروهی به نام این فرندشیپ (In Friendship) که توسط دو نفر از متحدان کینگ به نام‌های «الا بیکر» و «استنلی لویسون» ایجاد شده بود، شکل گرفت. کینگ تا زمان مرگش رهبری کنفرانس رهبران مسیحی جنوب را برعهده داشت.
کینگ برای اولین بار در تظاهرات «زیارت برای آزادی» که در سال ۱۹۵۷ از سوی کنفرانس رهبران مسیحی جنوب سازماندهی شد، در مقابل جمعیتی از کل کشور سخنرانی کرد. برخی رهبران مدنی دیگر که در این سازمان با کینگ همکاری می‌کردند عبارت بودند از: جیمز لوتر بول، آلن جانسون، کرتیس دبلیو هریس، والتر ای. فانتروی، سی.تی. ویوین، اندرو یانگ، گروه موسیقی فریدم سینگرز، کلیولند رابینسون، رندالف بلک‌ول، انی بل رابینسون دِوین، چارلز کنزی استیل، آلفرد دنیل ویلیامز کینگ، بنجامین هوکس، آرون هنری و بایارد راستین.

### تشکیل جامعهٔ گاندی - جلب افکار عمومی

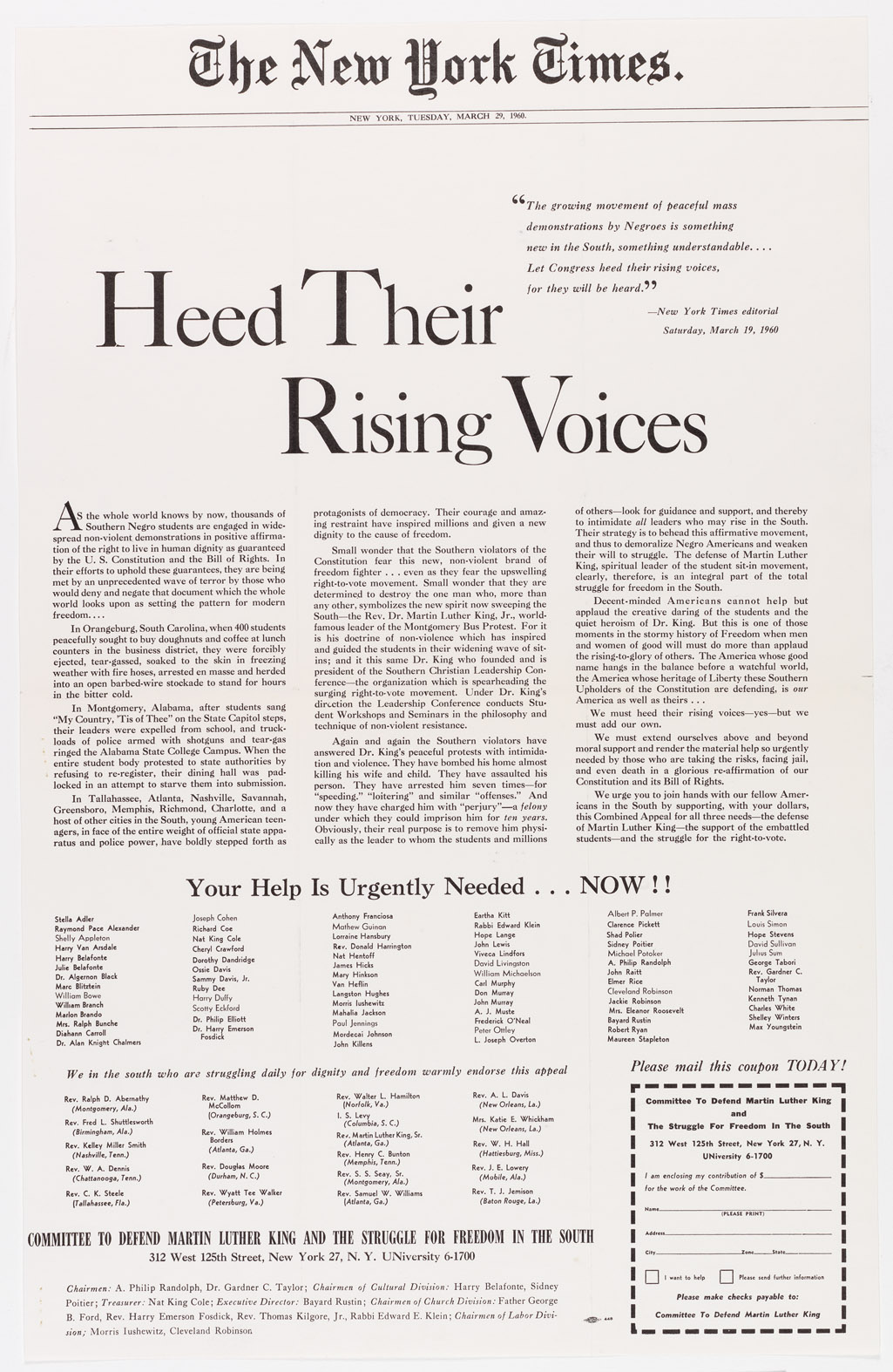
مطلب نیویورک‌تایمز که منجر به طرح شکایت سالیوان از نیویورک‌تایمز شد - مورخ ۲۹ مارس ۱۹۶۰.

در مارس ۱۹۶۰، روزنامهٔ نیویورک تایمز مطلبی تمام‌صفحه با عنوان «به صدای آنها اعتنا کنید» دربارهٔ تظاهرات جنبش حقوق مدنی در جنوب آمریکا و برخورد خشونت‌بار پلیس با تظاهرکنندگان و مارتین لوتر کینگ منتشر کرد. مدتی بعد، یکی از افسران پلیس شهر مونتگومری به نام «ال.بی. سالیوان» به اتهام افترا از روزنامهٔ نیویورک تایمز و چهار واعظ مسیحی عضو کنفرانس رهبران مسیحی که در آن آگهی از آنها نام برده شده بود، شکایت کرد. دادگاه محلی و دادگاه عالی ایالت آلاباما به نفع سالیوان رأی دادند اما نیویورک تایمز از دیوان عالی ایالات متحده فرجام‌خواهی کرد و قضات دیوان عالی در ۹ مارس ۱۹۶۴، در یک رأی تاریخی با استناد به متمم اول قانون اساسی ایالات متحده، متفقاً به نفع نیویورک‌تایمز حکم دادند.
در میانهٔ رسیدگی به این پرونده، وکیلی به نام «هری واکتل» به کمک کلارنس بی. جونز (مشاور حقوقی کینگ) آمد تابه دفاع از چهار واعظ مسیحی عضو کنفرانس رهبران مسیحی جنوب کمک کند. واکتل یک صندوق اعانات معاف از مالیات را برای کمک به پرداخت هزینه‌های دعوا و جنبش مقاومت بدون خشونت تأسیس کرد تا روش ساده‌تر و کارآمدتری برای جمع‌آوری اعانات ایجاد شود. نام این سازمان را «جامعهٔ گاندی برای حقوق بشر» گذاشتند و کینگ رئیس افتخاری آن بود.
کینگ از فقدان سرعت عمل دولت جان اف. کندی برای پرداختن به مشکل تفکیک نژادی ناراضی بود. در سال ۱۹۶۲، کینگ و جامعهٔ گاندی سندی را تنظیم کرده و از رئیس‌جمهوری خواستند که پا جای پای آبراهام لینکلن گذاشته و با صدور یک فرمان اجرایی به کمک جنبش حقوق مدنی آمده و به نوعی اعلامیهٔ دوم برای آزادی بردگان را صادر کند. کندی حاضر به این کار نشد.
در پاییز ۱۹۶۳، اف‌بی‌آی بنا به دستور دادستان کل کشور، رابرت اف. کندی، شروع به شنود خط تلفن کینگ کرد. کندی نگران بود که حضور کمونیست‌ها در کنفرانس رهبران مسیحی جنوب، پیشگامی دولت در زمینهٔ حقوق مدنی را به بیراهه بکشاند. او به کینگ هشدار داد که دست از همکاری با این عده بردارد و مدتی بعد دستور کتبی شنود تلفن‌های کینگ و سایر رهبران کنفرانس رهبران مسیحی جنوب را صادر کرد. رئیس اف‌بی‌آی، جی. ادگار هوور، از جنبش حقوق مدنی می‌هراسید و رسیدگی به ادعای نفوذ کمونیست‌ها در این جنبش را در دستور کار خود قرار داد. اف‌بی‌آی وقتی نتوانست هیچ شواهدی برای حمایت از این ادعا به دست بیاورد، در چارچوب برنامهٔ کوینتلپرو، جزئیات فرعی دیگری را که طی پنج سال شنود تلفن به دست آورده بود به کار بست تا کینگ را وادار به کناره‌گیری از رهبری کنفرانس کند.
کینگ باور داشت که تظاهرات بدون خشونت و سازمان‌یافته علیه سیستم تفکیک نژادی در جنوب آمریکا که به نام قوانین جیم کرو شناخته می‌شد، می‌تواند باعث پوشش رسانه‌ای گسترده از تقلا و نبرد سیاهپوستان برای رسیدن به برابری و حق رأی باشد. پوشش رسانه‌های مطبوعاتی و تلویزیونی از محرومیت و هتک‌حرمت روزمره‌ای که سیاهپوستان جنوب آمریکا تحمل می‌کردند، و مواجهه با خشونت طرفداران تفکیک نژادی و آزار فعالان و تظاهرکنندگان جنبش حقوق مدنی، به‌تدریج موجی از حمایت را در افکار عمومی آمریکا ایجاد کرد و اکثر مردم آمریکا را متقاعد نمود که جنبش حقوق مدنی، مهم‌ترین مسئله سیاسی آمریکا در اوایل دهه ۱۹۶۰ است.
کینگ تظاهرات متعددی را برای حق رأی سیاهپوستان، مخالفت با تفکیک نژادی، حقوق کارگران و دیگر حقوق مدنی اساسی سازماندهی و رهبری کرد. اغلب این حقوق مدنی، مدتی بعد با تصویب لایحهٔ حقوق مدنی ۱۹۶۴ و قانون حق رأی ۱۹۶۵، وارد بدنهٔ قوانین ایالات متحده شد.
کنفرانس رهبران مسیحی جنوب با انتخاب راهبردی شیوه و محل انجام تظاهرات، موفق شد تاکتیک‌های اعتراض با پرهیز از خشونت را به کار ببندد. گاهی برخی رویارویی‌ها با مقامات طرفدار تفکیک نژادی، به خشونت کشیده می‌شد.

### جان‌به‌دربردن از حمله با چاقو، ۱۹۵۸
در ۲۰ سپتامبر ۱۹۵۸، کینگ در حال امضای نسخه‌های کتابش با نام «گامی به سوی آزادی» در فروشگاه بلومستین در هارلم بود که زنی سیاهپوست و دچار بیماری روانی به نام «ایزولا کاری» به گمان اینکه کینگ همراه با کمونیست‌ها در حال توطئه علیه اوست، با پاکت‌بازکن به کینگ حمله کرد. ضربه به نزدیکی آئورت کینگ برخورد کرد. کینگ زیر عمل جراحی اضطراری رفت و چندین هفته در بیمارستان بستری شد. «ایزولا کاری» به علت ابتلا به بیماری روانی، محجور بود و محاکمه نشد.

### تحصن‌های آتلانتا، محکومیت به حبس و انتخابات ۱۹۶۰
در اواخر سال ۱۹۵۹، ارنست واندی‌ور، فرماندار ایالت جورجیا، علناً با بازگشت کینگ به زادگاهش مخالفت کرد. او ادعا کرد که «هرجا م.ل. کینگ جونیور پا می‌گذارد، به دنبالش موجی از جرم و جنایت به راه می‌افتد»، و عهد کرد که کینگ را تحت نظر خواهد داشت. در ۴ مه ۱۹۶۰، چند ماه پس از بازگشت به آتلانتا، کینگ در حال رساندن نویسنده‌ای به نام «لیلیان اسمیت» به دانشگاه اموری بود که پلیس جلوی او را گرفت. کینگ را به اتهام «رانندگی بدون گواهینامه» بازداشت کردند چون هنوز گواهینامه ایالت جورجیا برای او صادر نشده بود. کینگ از این بابت جریمه‌ای پرداخت اما ظاهراً اطلاع نداشت که وکیلش با پلیس توافقی امضا کرده که شامل مجازات تعلیقی هم هست.
در همین حال، جنبش دانشجویان آتلانتا در حال تلاش و مبارزه علیه تفکیک نژادی در کسب‌وکارها و فضاهای عمومی شهر بود و از مارس ۱۹۶۰ به بعد، چندین تحصن را در نقاط مختلف آتلانتا ترتیب داده بود. در اوت ۱۹۶۰، اعضای این جنبش از کینگ دعوت کردند تا در تحصن بزرگ ماه اکتبر که برای تأکید بر بی‌توجهی کارزارهای انتخابات ریاست‌جمهوری ایالات متحده آمریکا (۱۹۶۰) نسبت به حقوق مدنی برگزار می‌شد شرکت کند. این تحصن در ۱۹ اکتبر ۱۹۶۰ در داخل بزرگ‌ترین فروشگاه آتلانتا برگزار شد و عده زیادی از متحصنین از جمله کینگ دستگیر شدند. پلیس طی چند روز بعد تمام بازداشتی‌ها را آزاد کرد اما کینگ در بازداشت باقی ماند. قاضی جی. اسکار میچل، با استناد به مجازات تعلیقی قبلی، در ۲۵ اکتبر ۱۹۶۰ کینگ را به چهار ماه کار اجباری محکوم کرد. قبل از فرارسیدن بامداد روز بعد، کینگ را از سلول زندان شهرستان به زندان ایالتی با بالاترین درجهٔ امنیتی منتقل کردند.
بازداشت و مجازات شدید کینگ، توجه ملی را به موضوع جلب کرد. بسیاری نگران امنیت کینگ بودند چراکه او مجبور بود حبس خود را در کنار محکومان جرایم خشن بگذراند که بسیاری از آنها سفیدپوست و مخالف فعالیت مدنی کینگ بودند. از هردو کاندیدای ریاست‌جمهوری خواسته شد که وارد عمل شوند، آن‌هم در زمانی که هردو حزب دموکرات و جمهوری‌خواه در حال حمایت از سفیدپوستان جنوب آمریکا و رهبری سیاسی آنها از جمله فرماندار واندی‌ور بودند. ریچارد نیکسون علیرغم اینکه کینگ پیش از برگزاری تحصن با او ارتباط نزدیک‌تری برقرار کرده بود، حاضر به اظهارنظر در این باره نشد و حتی درخواست پادرمیانی از طرف جکی رابینسون را هم نپذیرفت. رقیب نیکسون یعنی جان اف. کندی مستقیماً با فرماندار دموکرات تماس گرفت و برادرش رابرت اف. کندی را مأمور کرد که بر مقامات ایالتی فشار بیاورد و همچنین بنا به درخواست شخصی سارجنت شرایور، با کورتا اسکات کینگ (همسر کینگ) تماس گرفت و ابراز همدردی کرد. فشار از سوی کندی و دیگران مؤثر افتاد و کینگ دو روز بعد از زندان آزاد شد. پدر کینگ تصمیم گرفت علناً از کاندیداتوری کندی در انتخابات ریاست‌جمهوری حمایت کند.
پس از تحصن ۱۹ اکتبر و ناآرامی‌های پس از آن، در آتلانتا آتش‌بس موقت اعلام شد تا در مورد لغو تفکیک نژادی مذاکره شود. اما مذاکرات شکست خورد و تحصن‌ها و تحریم‌ها مجدداً تا چندماه در جریان بود. در ۷ مارس ۱۹۶۱، گروهی از بزرگان جنبش از جمله کینگ به رهبران دانشجویی خبر دادند که در مذاکرات توافقی به دست آمده: لغو تفکیک نژادی در ناهارخوردی‌های آتلانتا، در پاییز ۱۹۶۱ و همراه با لغو تفکیک نژادی در مدارس به اجرا گذاشته خواهد شد. بسیاری از دانشجویان از این توافق و سازش ناراضی و ناامید بودند و در میتینگی که به تاریخ ۱۰ مارس ۱۹۵۱ در «کلیسای متودیست یادبود وارن» برگزار شد نسبت به بزرگان جنبش و مصالحه‌ای که کرده بودند نارضایتی نشان دادند. کینگ در سخنرانی پرشوری شرکت‌کنندگان این میتینگ را به مقاومت در برابر «مرض سرطانی تفرقه» و آرام‌کردن تنش‌ها دعوت کرد.

### جنبش آلبانی، ۱۹۶۱
جنبش آلبانی، ائتلافی بود که در نوامبر ۱۹۶۱ برای مقابله با تفکیک نژادی در آلبانی، جورجیا ایجاد شد. در دسامبر ۱۹۶۱، کینگ و کنفرانس رهبران مسیحی جنوب به یاری این جنبش آمدند. هزاران شهروند در قالب این جنبش برای حملهٔ بدون خشونت به تمامی ابعاد تفکیک نژادی در شهر بسیج شده بودند و توجه کل کشور را به خود جلب کردند. کینگ اولین بار در ۱۵ دسامبر ۱۹۶۱ به آلبانی آمد و قصد داشت فقط یک روز بماند و پس از ارائه مشاوره به خانه برگردد اما روز بعد، در جریان بازداشت دسته‌جمعی تظاهرکنندگان او هم گرفتار شد و به زندان افتاد. کینگ اعلام کرد تا زمانی که مقامات شهر حاضر به عقب‌نشینی و امتیاز دادن نشوند، او هم حاضر نیست وثیقه سپرده و آزاد شود. کینگ بعداً گفت که مقامات شهر، پس از خروج او از آلبانی، به وعدهٔ خود عمل نکردند.
کینگ در ژوئیه ۱۹۶۲ به آلبانی بازگشت و پلیس دو گزینهٔ حبس ۴۵ روزه و جریمهٔ ۱۷۸ دلاری (معادل ۱۵۰۰ دلار در سال ۲۰۲۰) را پیش روی او گذاشت و کینگ حبس را انتخاب کرد. سه روز پس از آغاز حبس، یکی از افسران پلیس به نام لوری پریچت، مخفیانه ترتیبی داد که جریمهٔ کینگ پرداخت و او آزاد شود. بعدها «مرکز کینگ برای تغییر اجتماعی بدون خشونت» تأیید کرد که جریمه را بیلی گراهام پرداخت کرده‌است.
پس از حدود یک سال فعالیت مدنی دشوار که دستاوردهای محسوس اندکی داشت، جنبش آلبانی رو به تضعیف گذاشت. کینگ درخواست کرد که تمامی تظاهرات‌ها مدتی متوقف شوند و یک روز ویژه به عنوان «روز توبه» برای ترویج پرهیز از خشونت و حفظ برتری اخلاقی برگزار شود. شکاف در میان جامعهٔ سیاهپوستان و پاسخ زیرکانه و بی‌سروصدای دولت محلی به اعتراضات، باعث تضعیف و شکست نسبی جنبش شده بود. هرچند ماجرای جنبش آلبانی از نظر تاکتیک‌های مبارزه برای کینگ و جنبش ملی حقوق مدنی درس‌آموز بود، اما رسانه‌های ملی به شدت از نقش کینگ در این شکست انتقاد می‌کردند و دستاوردهای ناچیز کنفرانس رهبران مسیحی جنوب نیز منجر به افزایش روزافزون شقاق بین این سازمان و سازمان رادیکال‌تر کمیتهٔ هماهنگی دانشجویان علیه خشونت شد. بعد از ماجرای جنبش آلبانی، کینگ تلاش می‌کرد کنفرانس رهبران مسیحی جنوب را فقط در اتفاقاتی وارد میدان کند که به جای ورود در میانهٔ کار، خود بتواند کنترل شرایط را به دست بگیرد.

### کارزار بیرمنگام، ۱۹۶۳
در آوریل ۱۹۶۳، کنفرانس رهبران مسیحی جنوب، کارزاری را علیه تفکیک نژادی و نابرابری اقتصادی در بیرمنگام (آلاباما) آغاز کردند. در این کارزار از تکنیک‌های بدون خشونت و در عین حال عمداً مقابله‌جویانه که بخشی از آنها توسط وایت تی واکر ایجاد شده بود، استفاده می‌شد. شهروندان سیاهپوست بیرمنگام، با سازماندهی کنفرانس رهبران مسیحی جنوب، با راهپیمایی و تحصن فضاهای عمومی شهر را اشغال کردند و علناً دست به نقض قوانین ناعادلانه زدند.
قصد کینگ، تحریک پلیس به دستگیری دسته‌جمعی و «ایجاد موقعیتی چنان آکنده از بحران بود که لاجرم در را به روی مذاکره باز کند». داوطلبان اولیه این کارزار موفق نشدند شهر را به تعطیلی بکشانند یا توجه رسانه‌ها را به اقدامات پلیس جلب کنند. یکی از استراتژیست‌های کنفرانس رهبران مسیحی جنوب، علیرغم تردید کینگ، با جذب کودکان و نوجوانان به شرکت در تظاهرات، مسیر کارزار را تغییر داد. مجله نیوزویک این استراتژی را «جنگ صلیبی کودکان» نامید.
در جریان تظاهرات، نیروهای پلیس شهر بیرمنگام به ریاست «یوجین بول کانر»، از شلنگ فشارقوی و سگ علیه تظاهرکنندگان و کودکان استفاده می‌کردند. فیلم پاسخ پلیس در اخبار تلویزیون ملی پخش شد و در صدر توجه مردم کشور نشست. این اخبار بسیاری از آمریکایی‌های سفیدپوست را شوکه و آمریکایی‌های سیاهپوست را پشت سر جنبش حقوق مدنی جمع کرد. علیرغم پیمان همیشگی کنفرانس رهبران مسیحی جنوب، همه تظاهرکنندگان مسالمت‌جو نبودند. در برخی موارد، رهگذران به پلیس حمله کردند و پلیس هم پاسخ آنها را با زور داد. کینگ و کنفرانس رهبران مسیحی جنوب به‌خاطر قراردادن کودکان در معرض خطر مورد انتقاد قرار گرفتند اما کارزار به موفقیت رسید: «یوجین بول کانر» از سمت خود برکنار شد، تابلوهای قوانین جیم کرو پایین کشیده شدند و اماکن عمومی بیشتر به روی سیاهپوستان باز شد. شهرت کینگ نیز به‌شدت افزایش یافته بود.

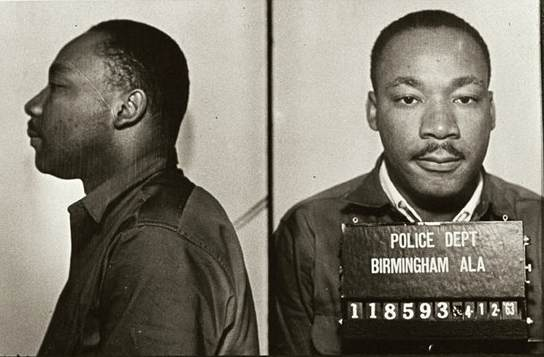
مارتین لوتر کینگ در زندان بیرمنگام، آلاباما - ۱۹۶۳.

کینگ در ابتدای این کارزار دستگیر و زندانی شد که سیزدهمین بازداشت از ۲۹ بازداشت او بود. او در سلول خود، در پاسخ به فراخوان‌هایی که جنبش را به پیگیری راه‌های حقوقی برای تغییر اجتماعی دعوت می‌کردند، متنی را نوشت که به نام «نامه از زندان بیرمنگام» مشهور است. این نامه را «یکی از مهم‌ترین اسناد تاریخی به قلم یک زندانی سیاسی مدرن» می‌دانند. کینگ در این نامه استدلال می‌کند که بحران نژادپرستی به‌شدت اضطراری، و نظام موجود به‌شدت ریشه‌دار و تثبیت‌شده‌است و «ما به دلیل تجربه‌های دردناکی که از سر گذرانده‌ایم می‌دانیم که ستمگران هرگز آزادی را داوطلبانه عطا نمی‌کنند؛ ستمدیدگان باید آن را طلب کنند». او اشاره می‌کند که جنبش تی‌پارتی بوستون، یکی از مشهورترین طغیان‌های مستعمرات آمریکا، در واقع نافرمانی مدنی غیرقانونی بوده و در مقابل، «هرآنچه آدولف هیتلر در آلمان انجام می‌داد قانونی بود». والتر روتر، رئیس اتحادیه کارگران خودرو در آمریکا، ۱۶۰ هزار دلار وثیقه برای آزادی کینگ و سایر تظاهرکنندگان پرداخت کرد.

کینگ در فرازی از «نامه از زندان بیرمنگام» می‌نویسد:
شاید برای آنان که تیر گزندهٔ تفکیک نژادی تاکنون بر تن‌شان ننشسته، آسان باشد که بگویند «صبر کن». اما وقتی به چشم خود دیده باشید که اراذل و اوباش، مادران و پدرانتان را به دلخواه به صلّابه می‌کشند و خواهران و برادرانتان را بنا به هوا و هوس غرق می‌کنند؛ وقتی پلیسی آکنده از نفرت را دیده باشید که برادران و خواهران سیاهتان را زیر فحش و لگد گرفته و حتی کشته‌است؛ وقتی دیده باشید که بخش عظیمی از بیست میلیون برادران سیاهتان در قفسِ تنگ و بی‌روزنِ فقر در قلب کشوری مرفه به خفقان آمده‌اند؛ وقتی ناگهان می‌بینید که زبانتان گره خورده و کلامتان به لکنت افتاده چون می‌خواهید برای دختر شش‌ساله‌تان توضیح بدهید که نمی‌تواند به شهربازی‌ای که تبلیغش در تلویزیون پخش شده برود، و می‌بینید که اشک در چشمانش حلقه می‌زند وقتی می‌شنود بچه‌های سیاه را به شهربازی راه نمی‌دهند، و ابرهای شوم حقارت را می‌بینید که کم‌کم در آسمان کوچک ذهن او شکل می‌گیرند، و می‌بینید که شخصیتش زیر بار این تلخی ناخودآگاه علیه سفیدپوستان، کم‌کم خمیده می‌شود؛ وقتی ناچار شوید جوابی سر هم کنید و به پسر پنج‌ساله‌تان بدهید که می‌پرسد: «بابا، چرا سفیدها با سیاه‌ها اینقدر بدند؟»؛ وقتی در کشور خودتان به سفر بروید و هر شب ناچار شوید گوشه اتومبیل‌تان مچاله شوید و بخوابید چون هیچ مسافرخانه‌ای شما را راه نمی‌دهد؛ وقتی شبانه‌روز با تابلوهای توهین‌آمیز «مخصوص سفیدها» و «مخصوص سیاه‌ها» تحقیر شوید… وقتی واقعیت سیاه‌بودن هر روز سر به دنبالتان بگذارد و هر شب عذابتان بدهد، وقتی همیشه آماده باشید که از جا بپرید، و هرگز ندانید انتظار چه اتفاقی را باید بکشید؛ وقتی ترس‌های درونی و نفرت‌های بیرونی به ستوهتان آورده باشد؛ وقتی تا ابد با حس فلج‌کننده «هیچ‌کس بودن» دست به گریبان باشید؛ آن‌موقع است که می‌فهمید چرا این قدر طاقت‌فرساست صبرکردن. زمانی فرا می‌رسد که کاسهٔ صبر لبریز می‌شود، و مردان دیگر نمی‌خواهند در ورطهٔ ناامیدی فروروند. امیدوارم، آقایان، که بی‌صبری مشروع و ناگزیر ما را درک کنید.

### راه‌پیمایی به سوی واشینگتن، ۱۹۶۳

رهبران راه‌پیمایی به سوی واشینگتن، در مقابل بنای یادبود لینکلن - ۱۹۶۳.

در سال ۱۹۶۳، کینگ به نمایندگی از کنفرانس رهبران مسیحی جنوب، در کنار رهبران «شش سازمان اصلی» فعال در زمینهٔ حقوق مدنی، راه‌پیمایی به سوی واشینگتن برای کار و آزادی را سازماندهی کردند. رهبران و سازمان‌های دیگری که در تدارک این راه‌پیمایی نقش داشتند عبارت بودند از: روی ویلکینز از انجمن ملی پیشرفت رنگین‌پوستان؛ ویتنی یانگ از اتحادیه ملی شهری سیاهپوستان؛ ای. فیلیپ راندولف از جنبش برادری باربران ماشین‌خواب؛ جان لویس از کمیته هماهنگی دانشجویان علیه خشونت؛ و جیمز ال. فارمر جونیور از کنگره برابری نژادی.
هدف اصلی این راه‌پیمایی عظیم که در ۲۸ اوت ۱۹۶۳ برگزار شد، دفاع از حقوق مدنی و اقتصادی سیاهپوستان آمریکا بود. ای. فیلیپ راندولف و بایارد راستین موفق شده بودند ائتلافی از نیروهای فعال در زمینهٔ حقوق مدنی، حقوق کارگری و مذهبی را زیر پرچم واحد «کار و آزادی» گرد هم جمع کنند. تعداد شرکت‌کنندگان در این راه‌پیمایی از ۲۰۰٬۰۰۰ تا ۳۰۰٬۰۰۰ نفر تخمین زده شده اما قول رایج ۲۵۰٬۰۰۰ نفر است. ناظران تخمین زده‌اند که ۷۵ تا ۸۰٪ شرکت‌کنندگان، سیاهپوست بوده‌اند. این راه‌پیمایی یکی از بزرگ‌ترین تظاهرات‌های سیاسی برای حقوق بشر در تاریخ ایالات متحده است. والتر روتر، رئیس اتحادیهٔ کارگران خودرو در آمریکا، تاثیرگذارترین دست‌اندرکار سفیدپوست در این راه‌پیمایی بود.
همجنس‌گرایی علنی بایارد راستین، حمایت او از سوسیالیسم و پیوندهای قبلی او با حزب کمونیست آمریکا، باعث شده بود بسیاری رهبران سفیدپوست و سیاهپوست جنبش حقوق مدنی، از کینگ بخواهند که فاصله خود را با راستین حفظ کند و کینگ هم پذیرفته بود. با وجود این، کینگ در سازماندهی راه‌پیمایی واشینگتن، با راستین که تدارکات اصلی و برنامه‌ریزی راهبردی این راه‌پیمایی را برعهده داشت همکاری کرد.

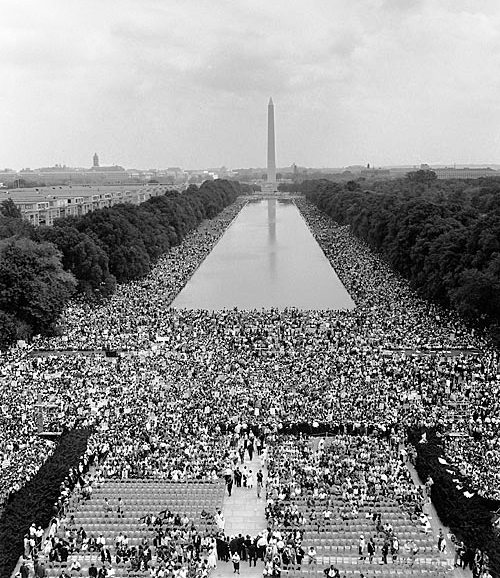
تصویری از راه‌پیمایی به سوی واشینگتن برای کار و آزادی - ۱۹۶۳.

جان اف. کندی ابتدا با برگزاری این راه‌پیمایی کاملاً مخالفت کرد زیرا نگران بود که بر روند تصویب لایحهٔ حقوق مدنی ۱۹۶۴ تأثیر منفی بگذارد. اما دست‌اندرکاران این راه‌پیمایی مجدانه اعلام کردند که مراسم برگزار خواهد شد. همزمان با پیشرفت برنامه‌ها، برادران کندی تصمیم گرفتند که از برگزاری موفقیت‌آمیز این راه‌پیمایی اطمینان حاصل کنند. جان اف. کندی نگران بود که تعداد شرکت‌کنندگان کمتر از ۱۰۰٬۰۰۰ نفر باشد و به همین دلیل از کمک رهبران کلیساهای دیگر و والتر روتر برای افزایش تعداد تظاهرکنندگان کمک گرفت.

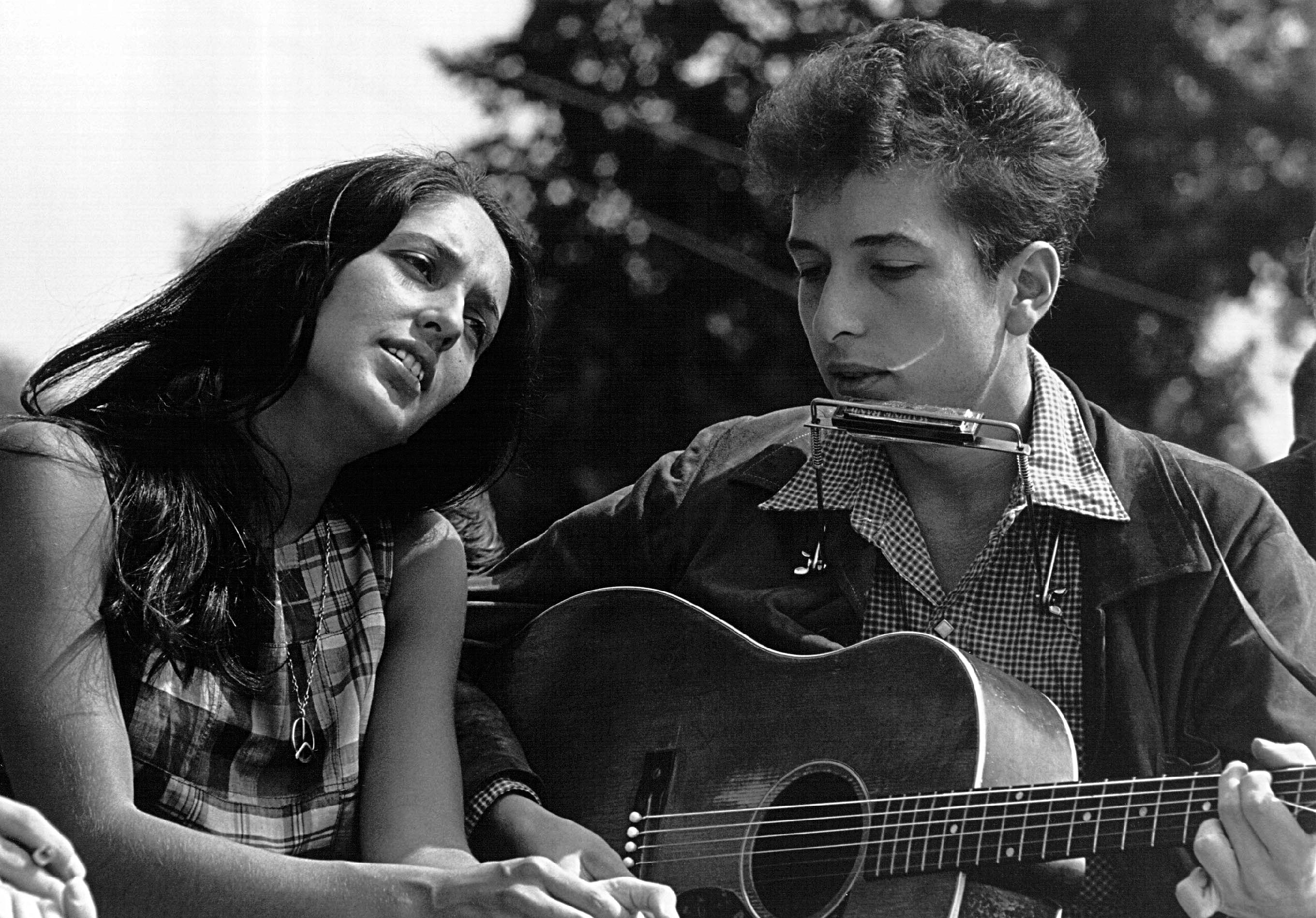
باب دیلن و جون بایز در حال اجرای برنامه در راه‌پیمایی به سوی واشینگتن برای کار و آزادی - ۱۹۶۳.

مهم‌ترین خواسته‌هایی که در این راه‌پیمایی مطرح شد عبارت بود از: پایان تفکیک نژادی در مدارس عمومی، قانون‌گذاری مؤثر برای تضمین حقوق مدنی از جمله قانونی برای ممنوعیت تبعیض نژادی در استخدام؛ حفاظت از حقوق فعالان جنبش حقوق مدنی در مقابل خشونت پلیس؛ و تعیین حداقل دستمزد ۲ دلار برای تمامی کارگران (معادل ۱۷ دلار در سال ۲۰۲۰). علیرغم تنش‌های موجود، این راه‌پیمایی با موفقیت چشمگیری انجام شد. بیش از ۲۵۰٬۰۰۰ نفر از نژادهای مختلف در این تظاهرات شرکت کردند و پای پله‌های بنای یادبود لینکلن و دورتادور استخر روبه‌روی آن جمع شدند. در آن زمان، این تظاهرات عظیم‌ترین تجمع معترضان در تاریخ واشینگتن، دی.سی. محسوب می‌شد.
برخی فعالان جنبش حقوق مدنی عقیده داشتند که دست‌اندرکاران این راه‌پیمایی به خواسته‌های دولت تن داده‌اند و لحن و فضای این مراسم را یک نمایش ناقص و پالایش‌شده از دوستی و همدلی بین سفیدپوستان و سیاهپوستان دانستند. مالکوم ایکس این رویداد را «نمایش مسخره در واشینگتن» نامید و جنبش امت اسلام نیز اعضای خود را از شرکت در این راه‌پیمایی منع کرد.

#### سخنرانی مشهور «رؤیایی دارم»
کینگ در راه‌پیمایی عظیم واشینگتن، سخنرانی ۱۷ دقیقه‌ای ایراد کرد که به نام «رؤیایی دارم» مشهور است. کینگ در فرازی مشهور از این سخنرانی تاریخی می‌گوید:
به می‌سی‌سی‌پی برگردید، به آلاباما، به کارولینای جنوبی، به لوئیزیانا، به محله‌های فقیرنشین شهرهای شمالی برگردید و بدانید که این وضعیت عوض خواهد شد. بیایید در درهٔ نومیدی گرفتار نشویم. دوستان من، امروز به شما می‌گویم که به رغم سختی‌ها و نومیدی‌های امروز، من هنوز رؤیایی دارم که عمیقاً در رؤیای آمریکایی ریشه دارد. رؤیای من این است که روزی این کشور به پا می‌خیزد و به معنای واقعی به اعتقادش عمل می‌کند: «این حقایق را بدیهی می‌دانیم که همهٔ انسان‌ها برابر آفریده شده‌اند». رؤیای من این است که روزی روی تپه‌های سرخ جورجیا، پسرانِ بردگانِ پیشین و پسرانِ برده‌دارانِ پیشین بتوانند با هم دور میز برادری بنشینند. رؤیای من این است که روزی حتی ایالت می‌سی‌سی‌پی، ایالتی کویری که در آتش بی‌عدالتی و سرکوب می‌سوزد، به واحهٔ آزادی و عدالت تبدیل شود. رؤیای من این است که چهار فرزند کوچک من، روزی در کشوری زندگی کنند که در آن نه بر اساس رنگ پوستشان، بلکه بر مبنای شخصیتشان قضاوت شوند.
این سخنرانی، یکی از مشهورترین و شیواترین سخنرانی‌های تاریخ آمریکاست. راه‌پیمایی واشینگتن و سخنرانی کینگ باعث شد که جنبش حقوق مدنی در صدر دستورکار اصلاح‌طلبان ایالات متحده قرار بگیرد و تصویب لایحه حقوق مدنی ۱۹۶۴ تا حد زیادی تسهیل شود.
در سال ۱۹۸۴ روشن شد که نسخهٔ اصلی تایپ‌شدهٔ این سخنرانی که کینگ با دست‌خط خود روی آن اصلاحاتی را نوشته، در اختیار جورج راولینگ، اولین مربی بسکتبال سیاهپوست در دانشگاه آیووا، است. راولینگ که در روز برگزاری این سخنرانی تاریخی ۲۶ سال داشته و کنار سکوی مراسم ایستاده بوده، بلافاصله بعد از پایان سخنرانی از کینگ می‌خواهد که متن سخنرانی‌اش را داشته باشد و کینگ هم قبول می‌کند.

### جنبش سنت‌آگوستین، فلوریدا، ۱۹۶۴
تظاهرات سازمان‌یافته برای دفاع از حقوق مدنی، در تابستان ۱۹۶۳ به شهر سنت آگوستین، فلوریدا رسید. رابرت هیلینگ، رهبری چندین اعتصاب و تحصن علیه تفکیک نژادی کسب‌وکارها در این شهر را برعهده داشت. اعضای کو کلاکس کلن و نژادپرستان سفیدپوست دیگر، با خشونت به این اعتراضات پاسخ دادند که در پاییز ۱۹۶۳ به اوج خود رسید. هیلینگ و سه عضو دیگر انجمن ملی پیشرفت رنگین‌پوستان در یکی از تظاهرات‌های کو کلاکس کلن به‌شدت مورد ضرب و شتم قرار گرفته، سپس بازداشت و بابت حمله به مهاجمان محکوم شناخته شدند. در دسامبر ۱۹۶۳، پس از آنکه هیئت منصفه فدرال، بحران نژادی ایجادشده را به گردن هیلینگ و فعالان مدنی دیگر انداخت، انجمن ملی پیشرفت رنگین‌پوستان از هیلینگ خواست که استعفا بدهد. پس از آن، فعالان مدنی سنت‌آگوستین، دست به دامان کنفرانس رهبران مسیحی جنوب شدند. کنفرانس رهبران مسیحی جنوب با توجه به فعالیت‌های خشونت‌بار نژادپرستان سفیدپوست و فقدان رهبری مذهبی در شهر، وارد عمل شد و از جنبش سنت‌آگوستین حمایت کرد. کنفرانس، چندین ربی و مادر ۷۲ ساله فرماندار ماساچوست و همچنین عده‌ای از دانشجویان سفیدپوست کالج‌های ایالت‌های شمالی را برای شرکت در تظاهرات و تحصن هفتهٔ عید پاک وارد عمل کرد و صدها نفر از این دانشجویان بازداشت شدند.
کینگ اولین بار در ۱۸ مه ۱۹۶۴ به سنت‌آگوستین آمد و در ۲۷ مه در کلیسای باپتیست شهر سخنرانی کرد. در بامداد ۲۹ مه، خانه‌ای که کنفرانس رهبران مسیحی جنوب برای کینگ در سنت‌آگوستین اجاره کرده بود مورد اصابت چندین گلوله قرار گرفت. در ۱۱ ژوئن ۱۹۶۴، یک روز پس از آنکه مجلس سنای ایالات متحده آمریکا رأی به پایان اطاله بررسی لایحه حقوق مدنی داد، کینگ و رالف ابرناتی و چندین نفر دیگر، هنگام درخواست خدمات در یک رستوران پیرو تفکیک نژادی، بازداشت شدند.

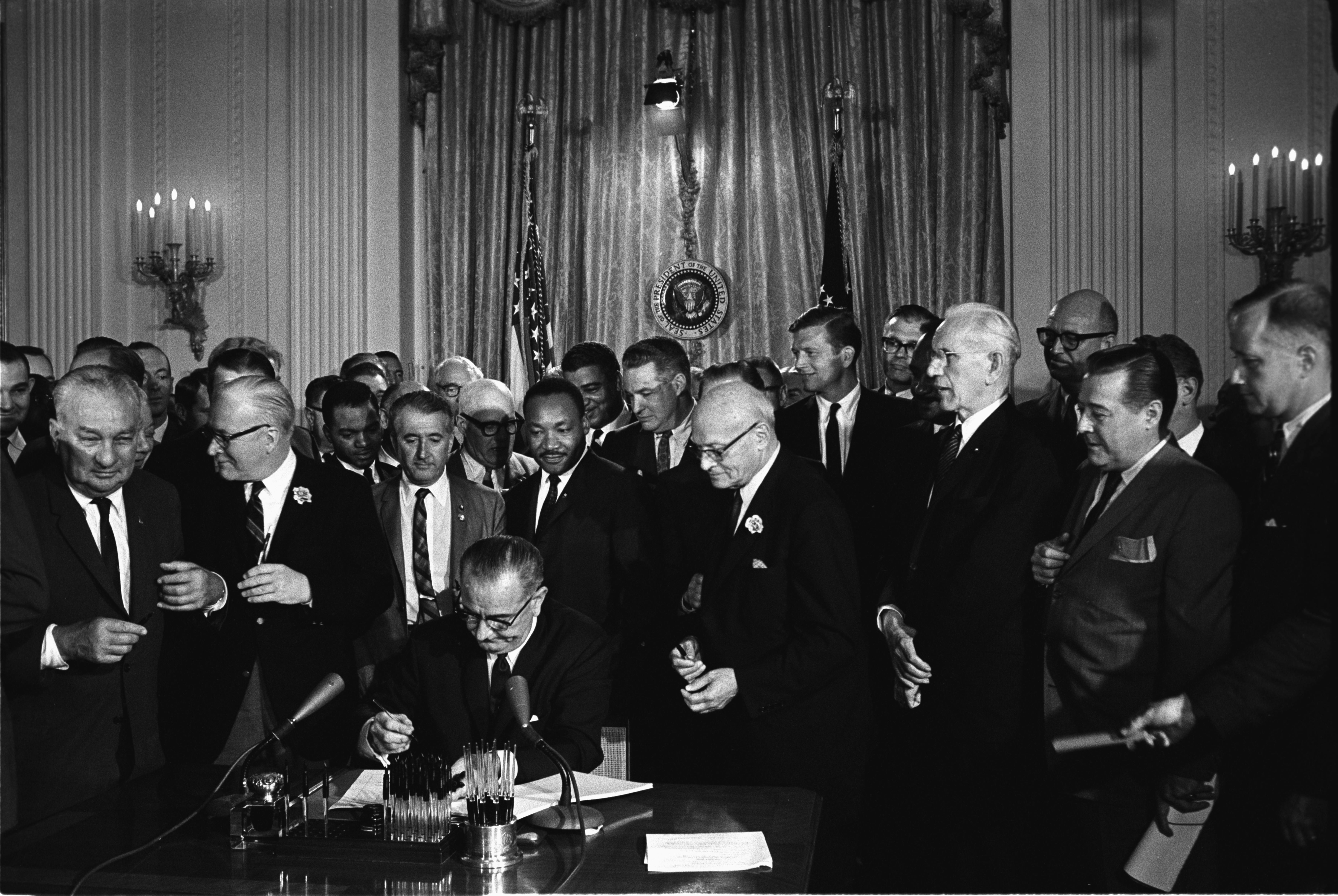
لیندون بی. جانسون در حال امضای لایحه حقوق مدنی - کینگ پشت سر جانسون ایستاده‌است - ۲ ژوئیه ۱۹۶۴.

در ژوئن ۱۹۶۴، اعضای جنبش شب‌ها در سطح شهر دست به تظاهرات می‌زدند و اغلب اوقات اعضای کو کلاکس کلن در مقابل آنها تجمع می‌کردند و می‌کوشیدند آنها را به خشونت تحریک کنند و همین امر توجه رسانه‌های ملی را به موضوع جلب می‌کرد. صدها نفر از شرکت‌کنندگان در این تظاهرات‌ها نیز دستگیر و زندانی شدند. با ادامه خشونت‌ها، کینگ تصمیم گرفت برای جلب حمایت به دولت فدرال متوسل شود و از کاخ سفید درخواست کرد که شهروندان سفیدپوست سرشناس در سنت‌آگوستین را برای مذاکره با حسن نیت تحت فشار بگذارد. کینگ مایل بود در اواخر ماه ژوئن سنت‌آگوستین را ترک کرده و تلاش‌های کنفرانس رهبران مسیحی جنوب را معطوف به مشکلات ایالت آلاباما کند، اما از سوی دیگر نمی‌خواست بر روند تصویب لایحهٔ حقوق مدنی تأثیر منفی بگذارد. در ۱۸ ژوئن ۱۹۶۴، هیئت منصفه فدرال به کینگ و کنفرانس رهبران مسیحی اعلام کرد که باید سنت‌آگوستین را به مدت یک ماه ترک کنند تا تنش‌ها کاهش یابد و ادعا کردند که فعالیت‌های آنها باعث برهم‌زدن «هماهنگی نژادی» شهر شده‌است. کینگ پاسخ داد که تصمیم هیئت منصفه فدرال «تصمیمی غیراخلاقی» است و «در سنت‌آگوستین، هیچگاه روابط نژادی مسالمت‌آمیز وجود نداشته‌است».
در جریان این کارزار، لایحهٔ حقوق مدنی ۱۹۶۴ بالاخره به تصویب رسید. علیرغم این موفقیت بزرگ ملی، ساکنان سیاهپوست شهر سنت‌آگوستین کماکان با خشونت و تهدید مواجه بودند. تهدیدها و تحصن‌های جدی از سوی کو کلاکس کلن باعث شد بسیاری از کسب‌وکارهای شهر همچنان تفکیک‌شده باقی بمانند. کنفرانس رهبران مسیحی پس از ژوئیه ۱۹۶۴ همچنان به حمایت مالی از فعالان مدنی سنت‌آگوستین ادامه داد اما رهبران سازمان دیگر به شهر بازنگشتند.

### سخنرانی در نیویورک، ۱۹۶۴

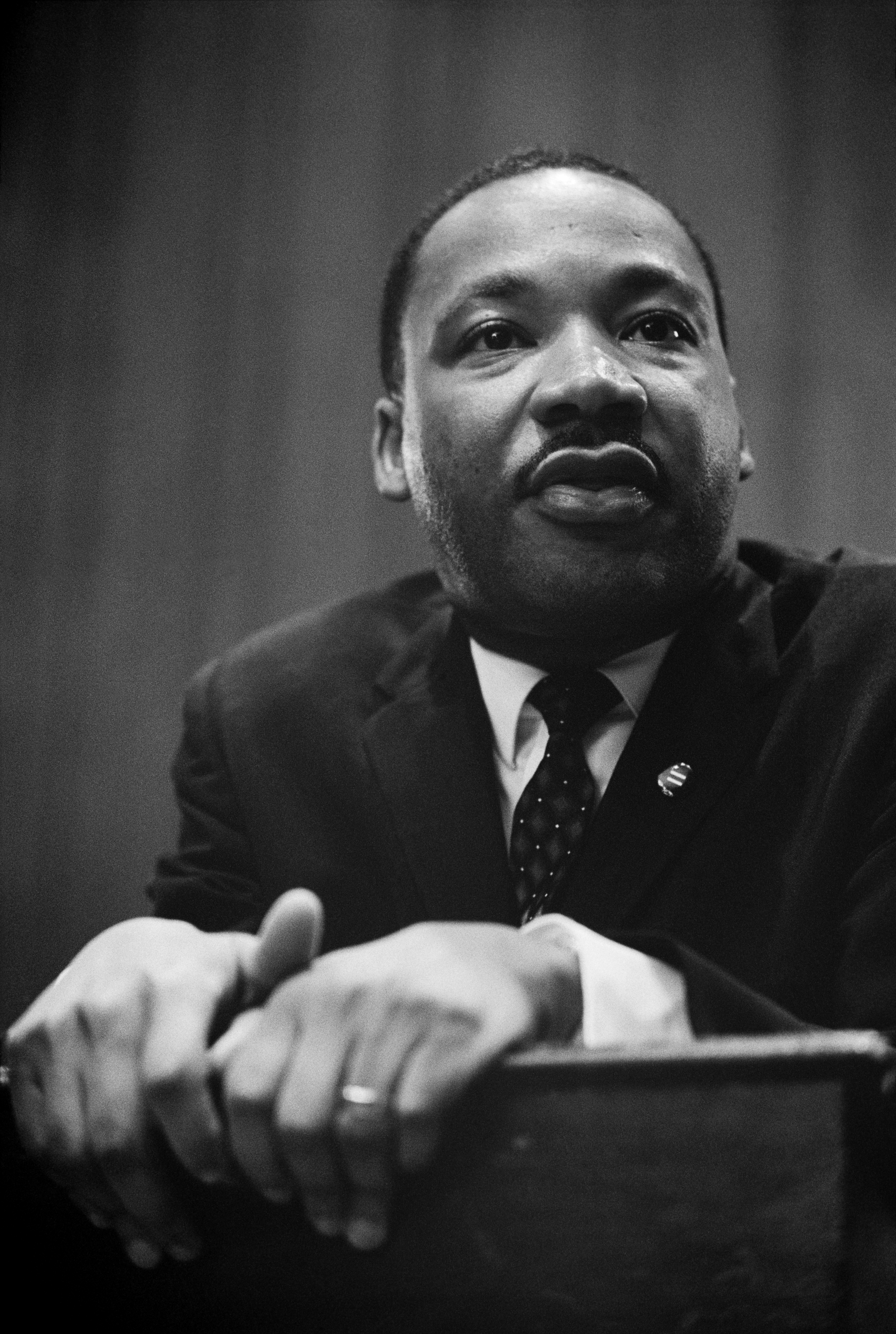
کینگ در یک کنفرانس خبری در سال ۱۹۶۴.

کینگ در ۶ فوریه ۱۹۶۴، نخستین سخنرانی از یک سلسله سخنرانی با عنوان «بحران نژادی در آمریکا» را در نیو اسکول نیویورک ایراد کرد. صدای ضبط‌شده‌ای از این سخنرانی‌ها در دست نیست اما در اوت ۲۰۱۳، تقریباً ۵۰ سال بعد، دانشگاه نیو اسکول به نوار صوتی‌ای دست یافت که ۱۵ دقیقه از بخش پرسش و پاسخ سخنرانی کینگ در آن ضبط شده‌است. کینگ در این بخش از سخنرانی، به مکالمه‌ای که اخیراً با جواهر لعل نهرو داشته اشاره می‌کند و می‌گوید آنجا وضعیت اسفناک بخش زیادی از سیاهپوستان آمریکا را با وضعیت طبقهٔ دالیت در هندوستان مقایسه کرده‌است.

### سخنرانی در بیدفورد، ۱۹۶۴
در ۷ مه ۱۹۶۴، کینگ در همایش «سیاهپوست و جستجوی هویت» که در کالج سنت‌فرانسیس در بیدفورد، مین برگزار می‌شد، شرکت و سخنرانی کرد. بسیاری از رهبران جنبش حقوق مدنی از جمله دوروتی دی و روی ویلکینز در این سمپوزیوم شرکت کردند. کینگ در سخنرانی خود تأکید کرد که با استفاده از تاکتیک‌های مقاومت بدون خشونت «باید از شر ایدهٔ نژاد فرادست و فرودست خلاص شویم».

### جنبش حق رأی در سلما و یکشنبهٔ خونین، ۱۹۶۵
در ژانویه ۱۹۶۵، کینگ و کنفرانس رهبران مسیحی جنوب، برای پیشبرد کارزار حق رأی سیاهپوستان در سلما، آلاباما، به یاری نیروهای کمیتهٔ هماهنگی دانشجویان علیه خشونت (SNCC)، اتحادیه رای‌دهندگان شهرستان دالاس و سایر فعالان مدنی سیاهپوست آمدند. در ماه‌های پیش از آن، نیروهای کمیتهٔ هماهنگی مشغول مبارزه برای ثبت‌نام رأی‌دهندگان سیاهپوست در این شهر بودند اما علیرغم تلاش آنها، تنها ۲ درصد از جمعیت سیاهپوست شهر موفق به ثبت‌نام شده بودند. کنفرانس رهبران مسیحی جنوب تصمیم گرفت بر کارزار این شهر تمرکز کند چون پیش‌بینی می‌کرد که خشونت زبانزد نیروهای پلیس این شهر، تحت رهبری کلانتر جیم کلارک، باعث جلب توجه رسانه‌های ملی و اعمال فشار بر دولت لیندون بی. جانسون و کنگره ایالات متحده برای تصویب قوانین جدید در زمینه حق رای خواهد شد.
کارزار در شهر سلما و شهری در نزدیکی آن به نام ماریون، در ماه نخست با دستگیری‌های گسترده ولی خشونت کم پیش رفت. اما وضعیت در ماه فوریه تغییر کرد و حملات مأموران پلیس به تظاهرات مسالمت‌آمیز سیاهپوستان افزایش یافت. در شب ۱۸ فوریه ۱۹۶۵، مأموران پلیس ایالتی با کمک مأموران پلیس محلی، به یک تظاهرات شبانه در شهر ماریون حمله کردند. در جریان تعقیب و گریز، یکی از مأموران پلیس ایالتی به جیمی لی جکسون، مردی ۲۶ ساله از اهالی ماریون که در حال محافظت از مادرش در مقابل ضربات باتون پلیس بود، شلیک کرد. جکسون هشت روز بعد در بیمارستانی در سلما درگذشت.

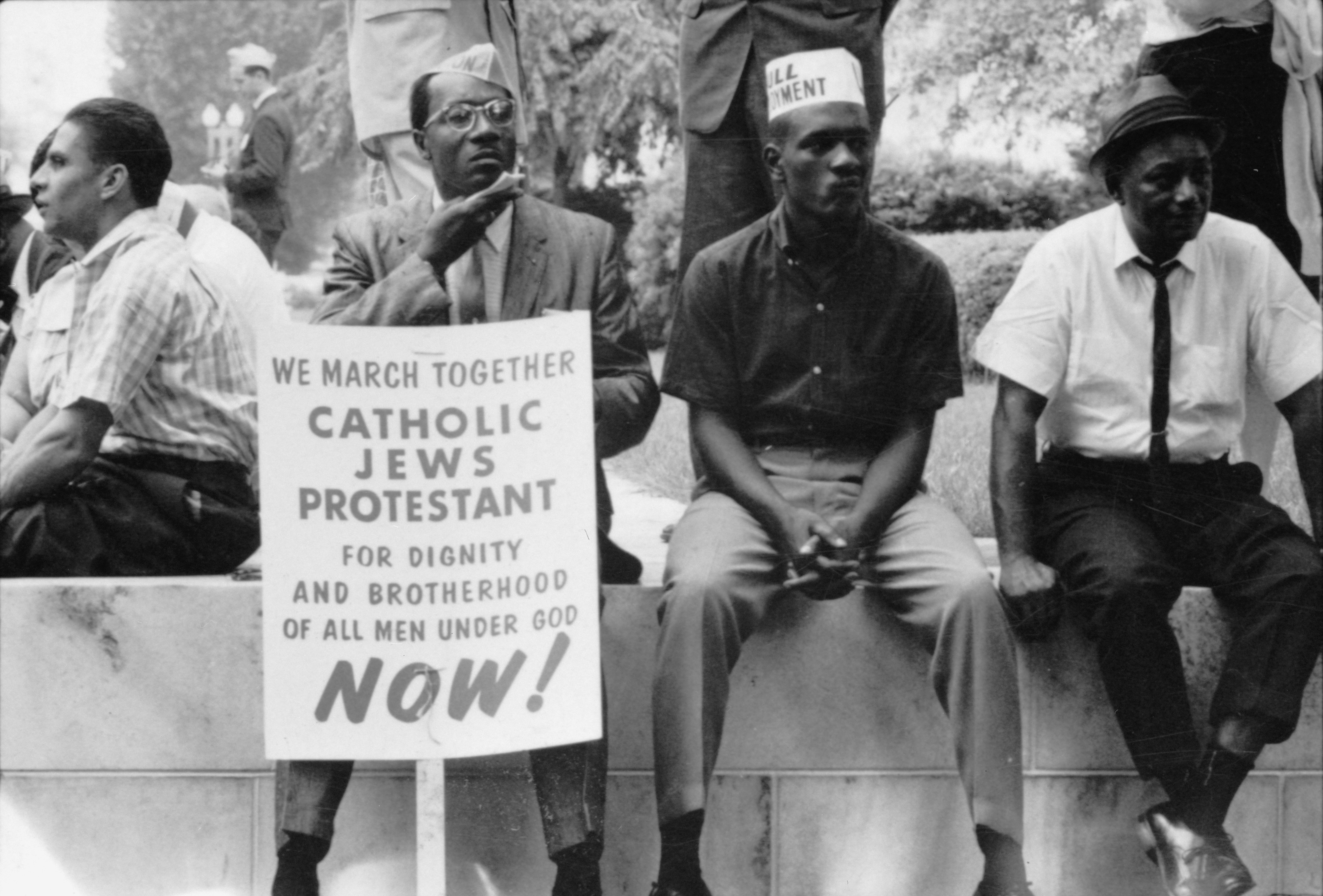
شرکت‌کنندگان راه‌پیمایی سلما به مونتگمری - ۱۹۶۵.

در واکنش به مرگ جکسون، فعالان سلما و ماریون تصمیم گرفتند در ۷ مارس ۱۹۶۵ از سلما به سوی پایتخت ایالت آلاباما یعنی مونتگمری راه‌پیمایی کنند. در این مقطع، کینگ در آتلانتا بود اما همکاران او در کنفرانس رهبران مسیحی جنوب و یکی از نیروهای کمیتهٔ هماهنگی دانشجویان به نام جان لویس، رهبری راه‌پیمایی را برعهده گرفتند. تظاهرکنندگان از سلما به راه افتادند و وقتی به نزدیکی پل ادموند پتوس رسیدند، عدهٔ زیادی از نیروهای پلیس ایالتی و محلی، به فرماندهی کلانتر جیم کلارک و سرگرد جان کلاود، در مقابل آنها صف‌آرایی کردند. وقتی تظاهرکنندگان حاضر نشدند متفرق شوند، کلاود به نیروها دستور حمله داد. مأموران پیاده و سوارهٔ پلیس، با چماق و باتون و گاز اشک‌آور و شلاق به جمعیت حمله و آنها را پراکنده کردند. خشونت پلیس چنان شدید و بی‌رحمانه بود که این روز بعدها به «یکشنبهٔ خونین» معروف شد. برخورد وحشیانهٔ پلیس با این تظاهرات در رسانه‌های ملی آمریکا انعکاس گسترده‌ای یافت و خشم عمومی را برانگیخت. این واقعه، نقطهٔ عطف مهمی در جلب حمایت افکار عمومی به نفع جنبش حقوق مدنی بود.
عصر همان روز، کینگ دست به ارسال گسترده تلگراف و بیانیه‌های عمومی زد و اعلام کرد «از تمامی رهبران مذهبی در سراسر کشور دعوت می‌کنیم که روز سه‌شنبه، در راه‌پیمایی صلح‌آمیز و بدون خشونت برای آزادی، به ما بپیوندند». در حالی که کینگ و فعالان مدنی سلما در حال برنامه‌ریزی برای انجام مجدد راه‌پیمایی بودند، یکی از قضات فدرال آلاباما به نام فرانک ام. جانسون، به وکیل جنبش اطلاع داد که قصد دارد حکمی مبنی بر ممنوعیت انجام راه‌پیمایی دست‌کم تا ۱۱ مارس صادر کند. از سوی دیگر لیندون جانسون هم کینگ را تحت فشار گذاشت تا راه‌پیمایی را تا زمان صدور حکم دادگاه فدرال برای تأمین حفاظت تظاهرکنندگان، به تعویق بیندازد.
کینگ پس از تأمل دربارهٔ نقض یا عدم نقض دستور دادگاه و مشورت با سایر رهبران جنبش، تصمیم گرفت تظاهرکنندگان را در صبح ۹ مارس به پل ادموند پتوس در شهر سلما ببرد، یعنی همان‌جایی که واقعهٔ «یکشنبه خونین» رخ داده بود. بیش از ۲۰۰۰ نفر در این تظاهرات شرکت کرده بودند از جمله صدها رهبر مذهبی که ظرف مدت کوتاهی به دعوت کینگ پاسخ مثبت داده و خود را به سلما رسانده بودند. کینگ پس از رسیدن به محل حمله، سرجای خود ایستاد و از حاضران خواست زانو بزنند و دعا کنند. پس از دعا، تظاهرکنندگان با هدایت کینگ دور زدند و به سلما برگشتند. این تصمیم غیرمنتظرهٔ کینگ، تعجب و خشم بسیاری از تظاهرکنندگان و فعالان جنبش را برانگیخت اما باعث شد لیندون جانسون به حمایت معترضان بیاید. جانسون در بیانیه‌ای رسمی اعلام کرد که مردم آمریکا در هرجا که هستند باید خشونتی را که علیه شهروندان سیاهپوست آلاباما اعمال شده، تقبیح کنند چراکه این افراد در پی احقاق حق ارزشمند خود برای رأی‌دادن هستند. جانسون همچنین قول داد که لایحهٔ جدیدی درخصوص حق رأی را ظرف چند روز به کنگره خواهد برد.
شامگاه آن روز، چند سفیدپوست نژادپرست به جیمز ریب، کشیش یونیتارین که برای حمایت از جنبش از ماساچوست به سلما آمده بود، حمله کردند و او را مورد ضرب و شتم شدید قرار دادند. جیمز ریب جان خود را بر اثر این حمله از دست داد و این اتفاق باعث تشدید نگرانی ملی نسبت به وضعیت آلاباما شد. جانسون شخصاً با همسر ریب تماس گرفت تا به او تسلیت بگوید و با فرماندار آلاباما، جرج والاس، نیز دیدار کرد و او را تحت فشار گذاشت تا از تظاهرکنندگان محافظت کرده و به حق رأی همگانی تن دهد. در ۱۵ مارس ۱۹۶۵، جانسون در سخنرانی معروف خود در کنگره اعلام کرد که «هدف سیاهپوستان باید هدف ما نیز باشد. چراکه نه‌تنها سیاهپوستان، بلکه همگی ما، باید بر میراث ویرانگر تعصب و بی‌عدالتی پیروز شویم. و پیروز خواهیم شد.»
روز بعد، برگزارکنندگان راه‌پیمایی سلما، برنامهٔ تفصیلی تظاهرات خود را به قاضی جانسون ارائه دادند. قاضی پس از دریافت تضمین قطعی از کاخ سفید مبنی بر حفاظت از امنیت راه‌پیمایی، و با استناد به متمم اول قانون اساسی ایالات متحده، اجازهٔ راه‌پیمایی را صادر کرد و به فرماندار والاس و پلیس محلی دستور داد که از آزار یا تهدید شرکت‌کنندگان خودداری کنند. در ۱۷ مارس ۱۹۶۵، جانسون لایحهٔ حق رأی را تسلیم کنگره کرد.
شرکت‌کنندگان راه‌پیمایی تاریخی سلما به مونتگمری، در ۲۱ مارس ۱۹۶۵ از سلما به راه افتادند و مسافت ۵۴ مایلی تا مونتگمری را ظرف پنج روز پیمودند. تعداد شرکت‌کنندگان در روز آخر به ۲۵٬۰۰۰ نفر رسیده بود. در شب آخر این راه‌پیمایی، هنرمندان بسیاری از جمله هری بلافونته، تونی بنت، فرانکی لین، پیتر، پال اند مری، سامی دیویس جونیور، جون بایز و نینا سیمون در جمع تظاهرکنندگان حاضر شدند و برنامه اجرا کردند.
کینگ در پایان راه‌پیمایی، روی پله‌های کنگرهٔ ایالت آلاباما ایستاد و در سخنرانی خود اعلام کرد: «هدفی که ما در پی آن هستیم، تحقق جامعه‌ای است که با خود در صلح باشد، جامعه‌ای که قادر باشد با وجدان خود زندگی کند» و وعده داد که حقوق برابر برای سیاهپوستان آمریکا چندان دور از دسترس نیست و «آنچه کاشته‌اید درو خواهید کرد».

### جنبش آزادی شیکاگو، ۱۹۶۶
در ۷ ژانویه ۱۹۶۶، کینگ و کنفرانس رهبران مسیحی جنوب، برنامهٔ خود برای «جنبش آزادی شیکاگو» را اعلام کردند. این کارزار، نقطهٔ شروع گسترش دامنهٔ فعالیت آنها از جنوب به ایالت‌های شمالی آمریکا بود. کینگ اعتقاد داشت که «قدرت اخلاقیِ فلسفهٔ مقاومت بدون خشونت، برای کمک به ریشه‌کن‌کردن نظام فاسدی که می‌کوشد هزاران سیاهپوست را در محیط زاغه‌های شهر بیش از پیش تحت ستم نگاه دارد، لازم بود». کینگ و رالف ابرناتی که هردو از طبقهٔ متوسط می‌آمدند، در پایان ژانویه ۱۹۶۶ به یکی از زاغه‌نشین‌های شیکاگو نقل‌مکان کردند تا با شرایط آشنا شده و به کانون جنبش نزدیک‌تر باشند.
زمینه‌سازی برای جنبش شیکاگو در تابستان ۱۹۶۵ آغاز شده بود. در ژوئیه آن سال، گروه‌های حقوق مدنی شهر از جمله سی‌سی‌سی‌او (CCCO) به رهبری آلبرت ربی، کینگ را به شیکاگو دعوت کردند تا رهبری تظاهرات اعتراضی علیه تفکیک نژادی دفاکتو در حوزهٔ آموزش، مسکن و اشتغال را به دست بگیرد. به اعتقاد کینگ، توجه به ایالات شمالی در این برهه، به‌جا و منطقی بود: «در جنوب، ما همیشه طرفداران تفکیک نژادی را داشتیم و وجود آنها کمک می‌کرد تا مسائل روشن و شفاف شود… اما سیاهپوست زاغه‌نشین برای مدت‌ها غیرمرئی بوده و با خشونت مرئی شده‌است». پس از شورش‌های محلهٔ واتس در لس آنجلس در اوت ۱۹۶۵، لازم بود نشان داده شود که شیوه‌های عاری از خشونت، چگونه قادرند به مسئله پیچیدهٔ استثمار اقتصادی سیاهپوستان در شمال آمریکا بپردازند.
سازمان CCCO قبل از این چندین تظاهرات گسترده بدون خشونت در شهر برگزار کرده بود و امکان و اشتیاق فعالیت بیشتر را داشت. کینگ و کنفرانس رهبران مسیحی جنوب، علاوه بر هدف‌گیری تبعیض نژادی در زمینهٔ مسکن، پروژه‌ای به نام «عملیات سبد نان» را به رهبری جسی جکسون راه انداختند که هدف از آن، لغو روش‌های نژادپرستانه استخدام نیروی کار در شرکت‌هایی بود که در محلات سیاهپوست‌نشین فعالیت داشتند.
جنبش شیکاگو با انجام تظاهرات و راه‌پیمایی‌های مختلف در حال تقویت بود که در ژوئیه ۱۹۶۶، شورش‌های نژادی بخش وست‌ساید شهر شیکاگو را به لرزه درآورد. در ۵ اوت ۱۹۶۶، در جریان تظاهرات در محله‌ای سفیدپوست‌نشین، تظاهرکنندگان مورد حمله و خشونت قرار گرفتند. بطری و آجر به سمت آنها پرتاب شد و تکه‌سنگی هم به سر کینگ برخورد کرد. کینگ تلاش می‌کرد به مقاومت روزافزون سفیدپوستان طبقهٔ متوسط که از تأثیر برابری مسکن بر محله‌های خود می‌ترسیدند، پاسخ بدهد و می‌گفت: «بسیاری از سفیدپوستان که با رفع تبعیض مسکن مخالفت می‌کنند حاضر نیستند بپذیرند که نژادپرستند. آنها به سراغ استدلال‌های جامعه‌شناختی می‌روند… [و متوجه نیستند] که رفتار مجرمانه، محیطی است و نه نژادی».
در اواخر اوت ۱۹۶۶، شهردار شیکاگو مصر بود راهی برای پایان‌دادن به تظاهرات پیدا کند. نهایتاً پس از مذاکره با کینگ و نهادهای ذی‌نفوذ بخش مسکن، توافقی حاصل شد که طبق آن «ادارهٔ مسکن شیکاگو» قول داد به ساخت مسکن عمومی بپردازد و «انجمن بانکداران ارائه‌کننده وام مسکن» هم پذیرفت که وام مسکن را فارغ از نژاد به متقاضیان اعطا کند.

### مخالفت با جنگ ویتنام
چهار سال بعد از آنکه جان اف. کندی نخستین سربازان آمریکایی را به ویتنام فرستاد، کینگ برای اولین بار مخالفت علنی خود را با مداخلهٔ آمریکا در جنگ ویتنام اعلام کرد. او در ۲ مارس ۱۹۶۵، در پاسخ به سوالات خبرنگاران در دانشگاه هاوارد اعلام کرد که جنگ در ویتنام هیچ دستاوردی ندارد و دولت‌های درگیر را به مذاکره و سازش فراخواند.
کینگ شخصاً مخالف جنگ بود اما نگران بود که انتقاد عمومی از سیاست خارجی ایالات متحده، به رابطهٔ او با رئیس‌جمهور وقت آمریکا، لیندون بی. جانسون، که نقش مهمی در تصویب قوانین مربوط به حقوق مدنی داشت، لطمه بزند. از سوی دیگر جانسون در آوریل ۱۹۶۵ اعلام کرده بود که حاضر است برای پایان جنگ ویتنام، وارد مذاکرات دیپلماتیک بشود. کینگ از محکوم‌کردن مستقیم جنگ خودداری می‌کرد، اما در اوت ۱۹۶۵ در اجلاس کنفرانس رهبران مسیحی جنوب اظهار کرد که بمباران ویتنام شمالی باید متوقف شود و سازمان ملل متحد نیز باید برای پایان مخاصمه میانجی‌گری کند. کینگ مدتی بعد مسئله جنگ ویتنام را در قالب یک مسئله اخلاقی مطرح کرد و گفت: «من به عنوان یک واعظ انجیل، جنگ را شر می‌بینم».
مخالفت کینگ با جنگ، انتقاد برخی از اعضای کنگره، خبرنگاران و حتی همکاران او در جنبش حقوق مدنی را برانگیخت. آنها معتقد بودند که دخالت کینگ در مسائل سیاست خارجی، باعث لطمه‌خوردن نبرد سیاهپوستان برای آزادی در آمریکا خواهد شد. کینگ از ترس اینکه برچسب «کمونیست» بخورد و تأثیر فعالیت‌های مدنی‌اش به‌کلی نابود شود، انتقاداتش از سیاست ایالات متحده در ویتنام را در اواخر سال ۱۹۶۵ و ۱۹۶۶ تعدیل کرد. همسر او، کورتا اسکات کینگ، نقش فعال‌تری در مخالفت با جنگ داشت و در تظاهراتی که در ۲۷ نوامبر ۱۹۶۵ برای اعتراض به جنگ ویتنام در بنای یادبود واشینگتن برگزار شد، همراه با بنیامین اسپاک سخنرانی کرد و به تظاهرکنندگان پیوست.
در دسامبر ۱۹۶۶، کینگ هنگام ادای شهادت در کمیتهٔ فرعی کنگره دربارهٔ اولویت‌های بودجه، توصیه کرد که بودجهٔ کشور نیاز به «متعادل‌سازی مجدد» دارد و دولت باید به جای ادامهٔ جنگ در ویتنام، به حمایت از برنامه‌های مقابله با فقر در داخل کشور اولویت بدهد.
کینگ در ۲۵ مارس ۱۹۶۷، رهبری تظاهرات ضدجنگ در شهر شیکاگو را برعهده گرفت و باز هم بر ارتباط میان جنگ خارجی و بی‌عدالتی در داخل کشور تأکید کرد. او چند روز بعد به‌روشنی توضیح داد که فعالیت صلح‌طلبانهٔ او نه در مقام رهبر کنفرانس رهبران مسیحی جنوب، بلکه «به عنوان یک فرد، یک روحانی، به عنوان کسی که به‌شدت نگران صلح است» انجام می‌شود.

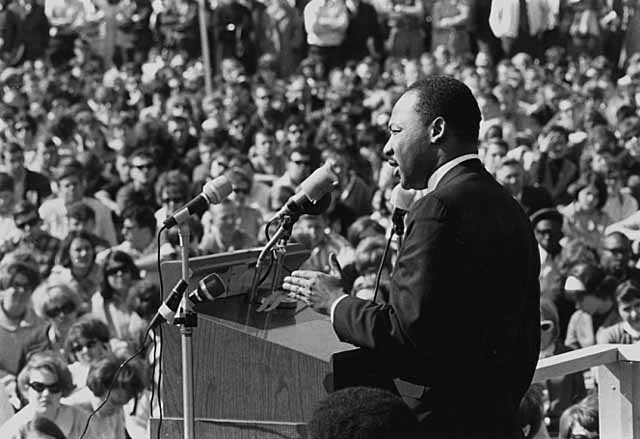
کینگ در حال سخنرانی علیه جنگ ویتنام - دانشگاه مینه‌سوتا - آوریل ۱۹۶۷.

کمتر از دو هفته بعد، در ۴ آوریل ۱۹۶۷، کینگ مشهورترین سخنرانی خود درخصوص جنگ ویتنام را با عنوان «فراسوی ویتنام: زمانی برای شکستن سکوت» در کلیسای ریورساید نیویورک ایراد کرد. کینگ در این سخنرانی گفت که آمریکا «مردان سیاهپوست جوانی را که به دست جامعهٔ ما عاجز و فلج شده‌اند به هشت‌هزار مایل دورتر از اینجا می‌فرستد تا آزادی‌هایی را در جنوب شرق آسیا تضمین کند که این مردان جوان در جنوب غرب جورجیا و هارلم شرقی به دست نیاورده‌اند». او در ادامه گفت: «اکنون باید همچون روز روشن باشد که اگر کسی امروز ذره‌ای نگرانی برای تمامیت و حیات آمریکا داشته باشد نمی‌تواند جنگ حاضر را نادیده بگیرد. اگر روح آمریکا این‌گونه به‌تمامی مسموم شده، در کالبدشکافی جسد آن باید نشان «ویتنام» را جُست. آمریکا را، تا وقتی که امید انسان‌ها را در سراسر جهان نابود می‌کند، به هیچ وجه نمی‌توان نجات داد». کینگ در این سخنرانی پنج پیشنهاد مشخص برای خاتمهٔ جنگ را خطاب به دولت ایالات متحده مطرح کرد، از جمله پایان‌دادن به بمباران شمال و جنوب ویتنام، اعلام آتش‌بس یک‌جانبه برای آماده‌کردت بستر مذاکرات، برداشتن گام‌های فوری برای جلوگیری از بروز جنگ‌های زمینی دیگر در جنوب شرق آسیا با پایان‌دادن به مداخلهٔ آمریکا در تایلند و لائوس، پذیرفتن پشتوانهٔ مردمی جبهه رهایی‌بخش ملی در جنوب ویتنام، و تعیین یک تاریخ قطعی برای خروج تمام نیروهای آمریکا از ویتنام.
سخنان صریح کینگ در مخالفت با جنگ ویتنام، تحسین بسیاری از فعالان صلح‌طلب را برانگیخت اما باعث شد بخش قابل‌توجهی از فعالان جنبش حقوق مدنی، از موضع‌گیری کینگ فاصله بگیرند. برای مثال، انجمن ملی پیشرفت رنگین‌پوستان، بیانیه‌ای علیه ادغام جنبش حقوق مدنی و جنبش‌های صلح‌طلب صادر کرد. این موضع‌گیری‌ها در عزم کینگ برای مخالفت با جنگ ویتنام خللی وارد نکرد و او در تظاهرات علیه جنگ ویتنام در ۱۵ آوریل ۱۹۶۷ به سوی سازمان ملل متحد، ۱۰٬۰۰۰ نفر معترض را همراه با بنیامین اسپاک و هری بلافونته رهبری کرد.
کینگ در سخنرانی‌هایی که در سراسر کشور داشت، فعالیت‌های ضدجنگ و مبارزه‌های خود در زمینه حقوق مدنی را به یکدیگر گره می‌زد و سه معضل اساسی ملت آمریکا را نژادپرستی، فقر و جنگ ویتنام اعلام می‌کرد. او در آخرین موعظهٔ روز یکشنبهٔ خود در کلیسای ملی واشینگتن در ۳۱ مارس ۱۹۶۸، اعلام کرد که به باور او «جنگ ویتنام یکی از ظالمانه‌ترین جنگ‌های تاریخ جهان است».
حدود پنج سال بعد از ترور کینگ، سربازان آمریکا بالاخره از ویتنام عقب‌نشینی کردند و معاهدهٔ صلحی میان ویتنام شمالی و ویتنام جنوبی منعقد شد.

### کارزار فقرا، ۱۹۶۸
در نوامبر ۱۹۶۷، کینگ در جلسهٔ کنفرانس رهبران مسیحی جنوب، آغاز «کارزار فقرا» را اعلام کرد. این کارزار که از سوی ماریان رایت ادلمن به کینگ پیشنهاد شده بود، در قالب تظاهرات به سوی واشینگتن و استفاده از نافرمانی مدنی و مبارزهٔ بدون خشونت برای جلب توجه به نابرابری اقتصادی و خواسته‌هایی از قبیل شغل، بیمه بیکاری، تعیین حداقل دستمزد و بهبود آموزش اقشار فرودست، طراحی شده بود. کینگ معتقد بود که سیاهپوستان و دیگر اقلیت‌های آمریکا تا زمانی که امنیت اقتصادی نداشته باشند در واقع شهروند کامل کشور محسوب نمی‌شوند. این کارزار مختص سیاهپوستان نبود و تعداد زیادی از رهبران اقلیت‌های سرخ‌پوست، پورتوریکویی، مکزیکی و سفیدپوستان فرودست نیز با این کارزار اعلام همراهی و همبستگی کردند.

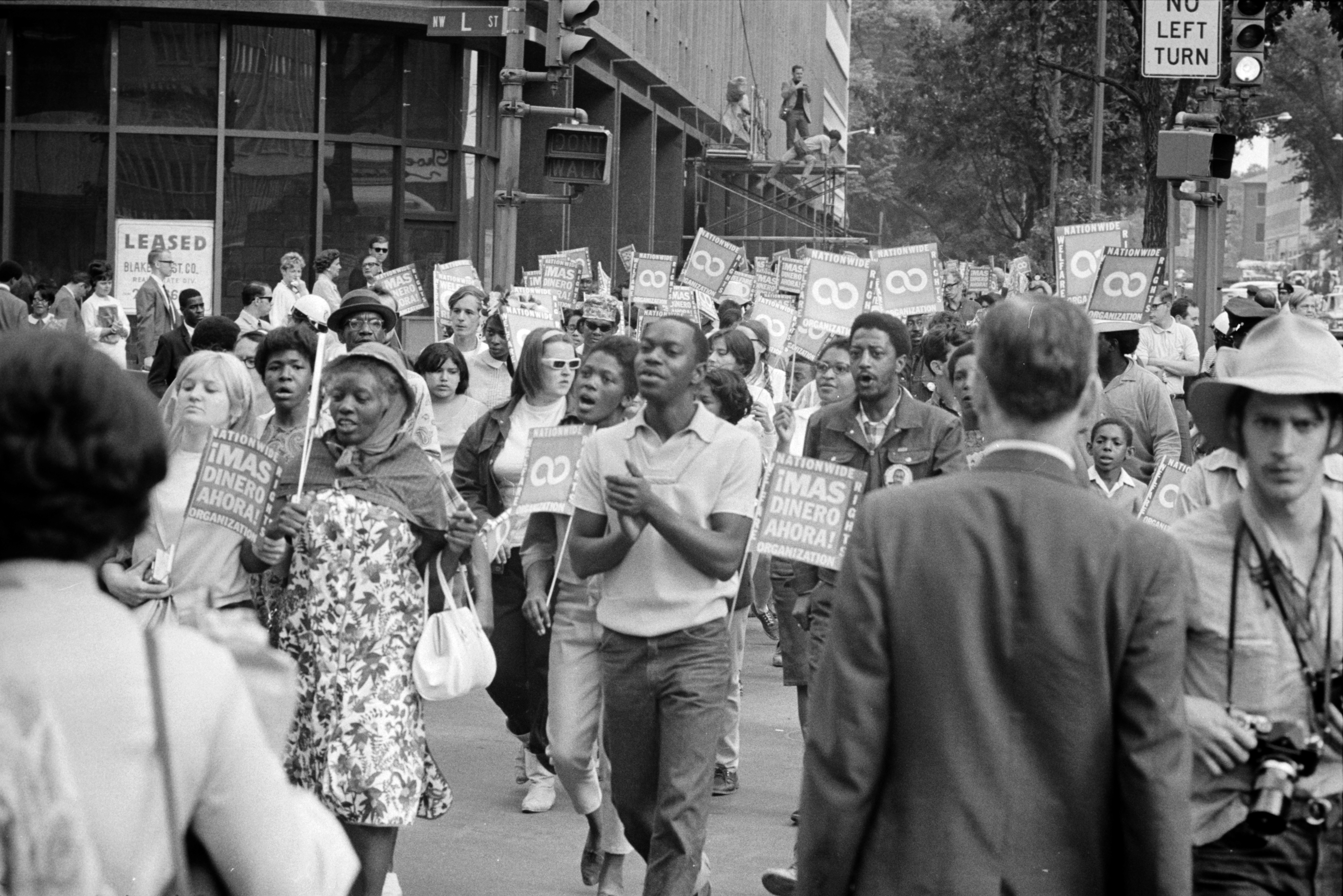
شرکت‌کنندگان در «کارزار فرودستان» در واشینگتن - ژوئن ۱۹۶۸.

برخی اعضای جنبش حقوق مدنی، این کارزار را بلندپروازانه و خواسته‌های آن را غیرشفاف می‌دانستند از جمله بایارد راستین که از شرکت در راه‌پیمایی کناره‌گیری و اعلام کرد که اهداف این کارزار بیش از حد گسترده و خواسته‌های آن غیرقابل‌تحقق است. کینگ در جلسهٔ کنفرانس رهبران در ۱۷ ژانویه ۱۹۶۸ اعلام کرد که «هدف نهایی ما آزادی، استقلال، حق تعیین سرنوشت، یا هرچیزی که اسمش را بخواهیم بگذاریم است، اما قرار نیست تمام اینها را همین حالا به دست بیاوریم، و قرار نیست تمام اینها را حتی یک سال دیگر به دست بیاوریم… بیایید چیزی را پیدا کنیم که چنان ممکن، چنان قابل‌دستیابی، چنان خالص، چنان ساده است، که حتی مخالفان ما هم نمی‌توانند آن را انکار کنند».
پس از ترور کینگ در آوریل ۱۹۶۸، اعضای کنفرانس رهبران مسیحی جنوب تصمیم گرفتند این کارزار را به رهبری رالف ابرناتی (رئیس جدید کنفرانس رهبران) ادامه بدهند.
در ۱۲ مه ۱۹۶۸ (روز مادر)، هزاران زن به رهبری کورتا اسکات کینگ، اولین موج تظاهرکنندگان را تشکیل دادند. روز بعد، شهرکی موقت از چادر و آلونک به نام «شهر رستاخیز» برای اقامت تظاهرکنندگان در واشینگتن مال برپا شد. شرکت‌کنندگان کارزار، با مقاومت در برابر باران، گل و گرمای تابستان، بیش از یک ماه در این شهرک ماندند. آنها هر روز پای پیاده به نهادهای فدرال مراجعه و خواسته‌های خود را مطرح می‌کردند.
در میانهٔ این کارزار، رابرت اف. کندی که همسرش در تظاهرات روز مادر شرکت کرده بود، ترور شد. به نشان ادای احترام به این کارزار، مراسم تشییع پیکر کندی از میانهٔ «شهر رستاخیز» عبور کرد. وزارت کشور آمریکا در ۲۴ ژوئن ۱۹۶۸ «شهر رستاخیز» را به دلیل انقضای مهلت استفاده از پارک تعطیل کرد.

## ترور و مرگ

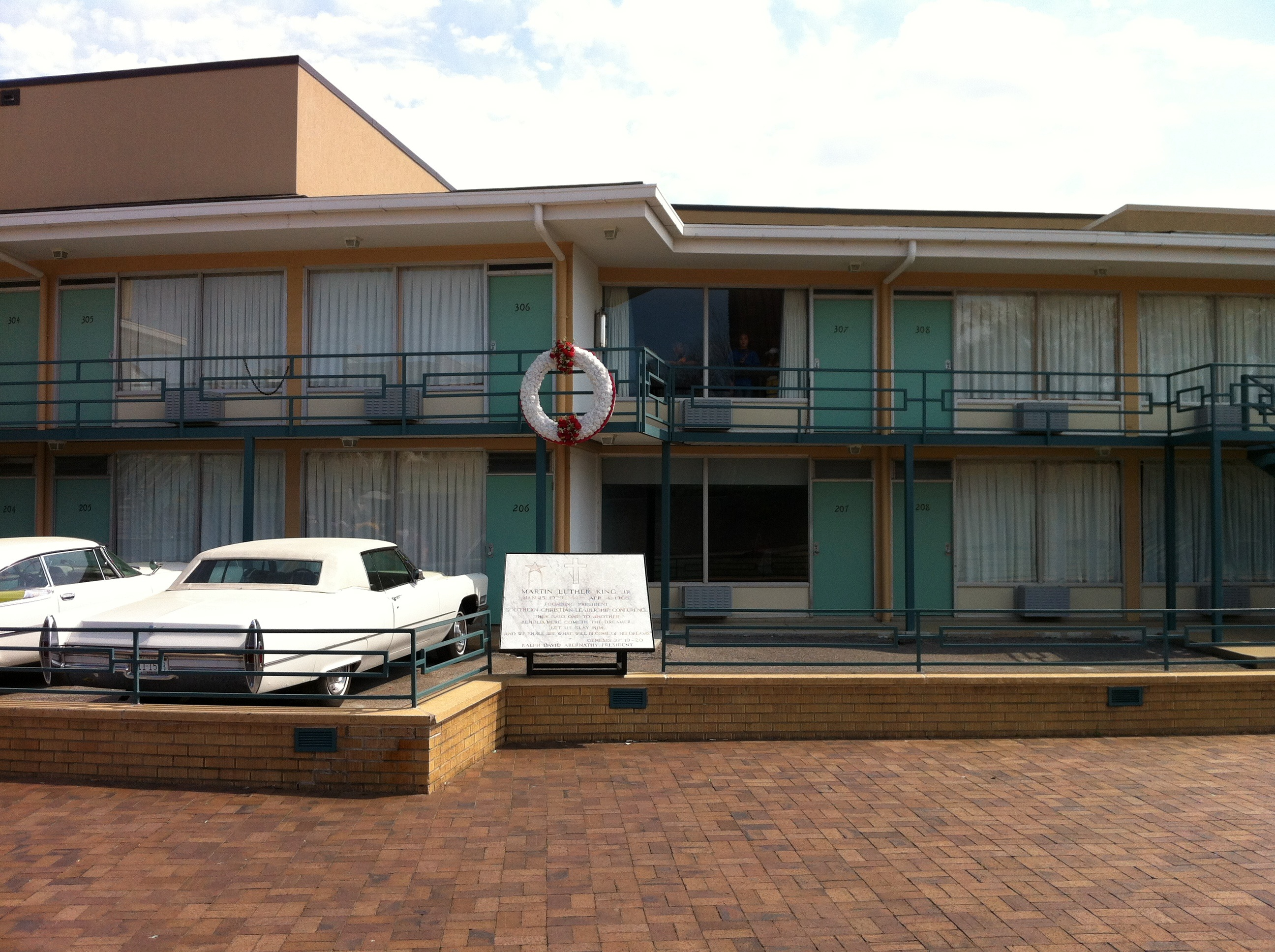
تصویری از «متل لورین»، محل ترور کینگ. حلقه گل، مکان تقریبی ایستادن کینگ در لحظه ترور را نشان می‌دهد.

روز پنج‌شنبه، ۴ آوریل ۱۹۶۸، در ساعت ۶:۰۵ عصر، مارتین لوتر کینگ جونیور هنگامی که روی بالکن اتاقش در طبقهٔ دوم «متل لورین» در ممفیس، تنسی ایستاده بود، به ضرب گلوله کشته شد. جیمز ارل ری، مرد سفیدپوست ۴۱ ساله‌ای که از زندان گریخته بود، مدتی بعد دستگیر شد، به قتل کینگ اعتراف کرد و به ۹۹ سال حبس محکوم شد.
کینگ روز سوم آوریل به تنسی آمده بود تا شرایط را برای راه‌پیمایی دوشنبهٔ هفتهٔ بعد در حمایت از اعتصاب کارگران و پاکبانان شهر ممفیس آماده کند. کینگ برای صحبت با همکارانش که در پارکینگ متل ایستاده بودند وارد بالکن جلوی اتاق شماره ۳۰۶ شد و همان لحظه تک‌گلوله‌ای به قسمت پایین صورتش برخورد کرد. شاهدان می‌گفتند که گلوله از طرف پانسیونی در آن دست خیابان شلیک شده‌است. آمبولانس کینگ را به بیمارستان سنت‌جوزف ممفیس رساند اما پزشکان در ساعت ۷:۰۵ عصر مرگ او را اعلام کردند.
پس از انتشار خبر ترور کینگ، خشونت‌های نژادی گسترده‌ای در سراسر آمریکا به راه افتاد و بیش از ۴۰ نفر جان باختند.

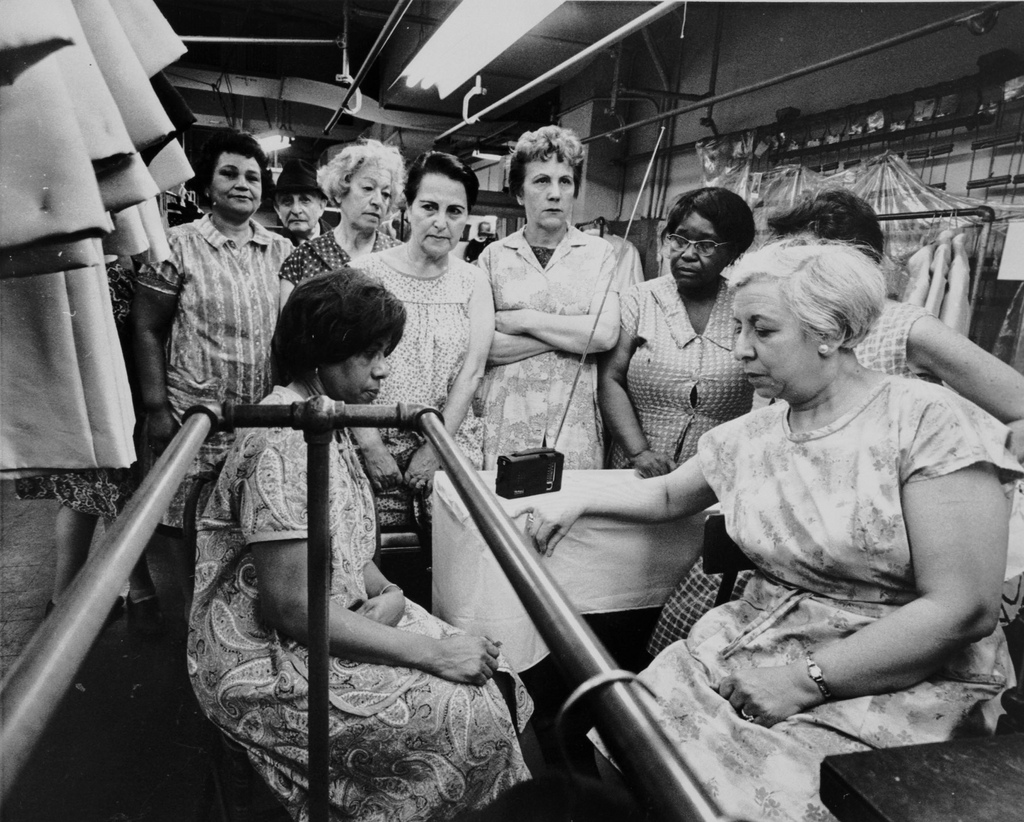
کارگران لباس‌دوز در حال گوش‌دادن به مراسم یادبود کینگ از رادیو - آوریل ۱۹۶۸.

رئیس‌جمهور آمریکا، لیندون بی. جانسون، روز ۷ آوریل را عزای عمومی اعلام کرد. کتابخانه‌ها، موزه‌ها، مدارس و مغازه‌ها تعطیل شدند و مراسم اسکار و چندین مسابقهٔ ورزشی به تأخیر افتاد. در ۸ آوریل، کورتا اسکات کینگ (همسر کینگ) و اعضای خانوادهٔ او، در کنار هزاران نفر دیگر تظاهراتی به یاد و افتخار کینگ در ممفیس برگزار کرده و از کارگران و پاکبانان اعتصابی این شهر حمایت نمودند.
مراسم یادبود و خاکسپاری کینگ روز بعد در کلیسای باپتیست ابنزر شهر آتلانتا برگزار شد. رهبران جنبش حقوق مدنی و رهبران سیاسی از جمله جکی کندی، معاون رئیس‌جمهور هیوبرت هامفری و رالف بانچ در مراسم شرکت کردند. تشییع جنازهٔ کینگ با حضور بیش از ۱۰۰٬۰۰۰ عزادار، در خیابان‌های آتلانتا برگزار شد. پیکر او ابتدا در قبرستان ساوث‌ویو به خاک سپرده شد اما مدتی بعد به مقبره‌ای کنار کلیسای ابنزر، واقع در «مرکز کینگ برای تغییر اجتماعی بدون خشونت» که همسرش تأسیس کرده بود منتقل شد.
اف‌بی‌آی تحقیقات بسیار گسترده‌ای را برای پیداکردن قاتل کینگ آغاز کرده بود. یک مأمور پلیس موفق شد چند گلولهٔ تفنگ رمینگتون را در نزدیکی ساختمان پانسیون پیدا کند که با گلولهٔ شلیک‌شده به کینگ مطابقت داشت. مسیر تحقیقات در نهایت به آپارتمانی در آتلانتا ختم شد. اثر انگشت کشف‌شده در این آپارتمان، با اثر انگشت روی گلوله‌های کشف‌شده مطابقت داشت و معلوم شد متعلق به یک زندانی فراری به نام جیمز ارل ری است. مأموران اف‌بی‌آی و پلیس ممفیس به شواهد دیگری نیز دست یافتند که نشان می‌داد جیمز ارل ری، روز چهارم آوریل در پانسیون ثبت‌نام کرده و اتاقی در طبقهٔ دوم گرفته که به «متل لورین» مشرف بوده‌است.

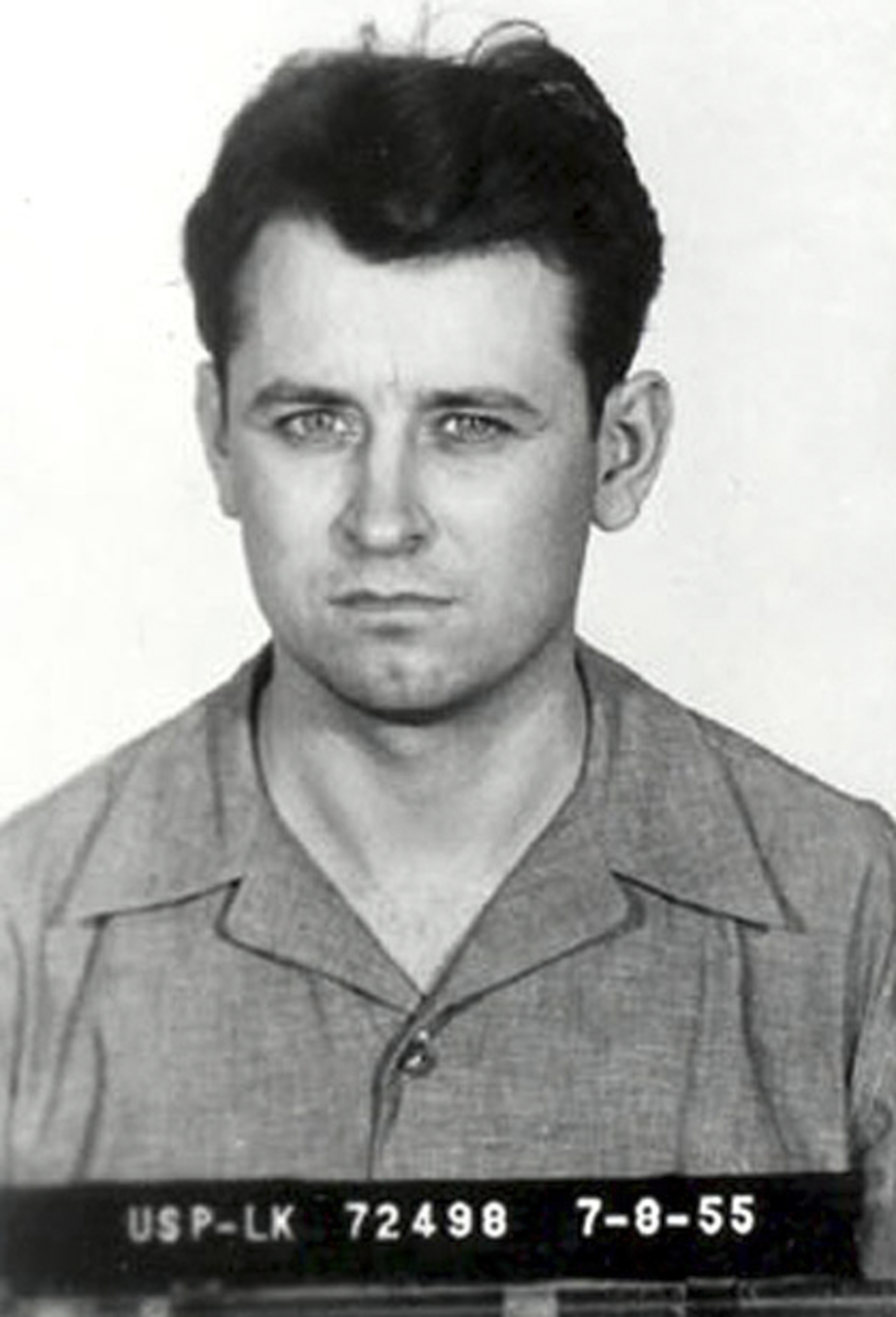
جیمز ارل ری، مردی که به قتل کینگ اعتراف کرد و به ۹۹ سال حبس محکوم شد.

با شناسایی جیمز ارل ری، تعقیب بین‌المللی برای دستگیری او آغاز شد. در ۱۹ ژوئیه ۱۹۶۸، ارل ری در فرودگاه هیترو لندن دستگیر و به آمریکا استرداد شد. دادستانی تنسی در مارس ۱۹۶۹ با ارل ری به توافق رسید که در ازای صرف‌نظر از مجازات اعدام، او به جرم خود اعتراف کند. ارل ری اندکی پس از اعتراف و محکوم‌شدن به ۹۹ سال حبس، اقرار خود را پس گرفت و جنجالی بر سر شرایط توافق میان او و دادستانی تنسی به راه افتاد. طی سال‌های بعد از ترور کینگ، تردیدهایی دربارهٔ کفایت شواهد پرونده علیه ارل ری مطرح شد، خصوصاً پس از آنکه مشخص شد اف‌بی‌آی و دیگر نهادهای دولت، نظارت همه‌جانبه و سنگینی روی کینگ داشته‌اند.
در سال ۱۹۷۶، کمیتهٔ منتخب کنگره به ریاست لوئیس استوکس، شواهد مربوط به ترور کینگ و ترور جان اف. کندی را مجدداً مورد ارزیابی قرار داد. گزارش نهایی این کمیته حاکی از آن بود که ممکن است ارل ری همدستانی داشته بوده باشد، اما کمیته نهایتاً به این نتیجه رسید که هیچ شواهد قانع‌کننده‌ای از دست‌داشتن دولت در ترور کینگ وجود ندارد.
ارل ری سال‌ها بر بی‌گناهی خود اصرار داشت و ادعا می‌کرد که یک قاچاقچی اسلحه به اسم «رائول» این جرم را به گردن او انداخته‌است. در سال ۱۹۹۷، اعضای خانواده کینگ علناً از درخواست جیمز ارل ری برای محاکمهٔ مجدد حمایت کردند. پسر کینگ، دکستر اسکات کینگ، در برنامه‌ای تلویزیونی به ملاقات ارل ری در زندان رفت و از ادعای بی‌گناهی او حمایت کرد. علیرغم این اقدامات، مقامات ایالت تنسی حاضر به بازگشایی پرونده نشدند و ارل ری در ۲۳ آوریل ۱۹۹۸ در زندان از دنیا رفت.
در سال ۱۹۹۳، مردی به نام «لوید جاورز» که صاحب رستورانی در نزدیکی «متل لورین» (محل ترور کینگ) بود، در شبکهٔ ای‌بی‌سی حاضر شد و ادعا کرد که ترور کینگ، توطئه مافیا و دولت ایالات متحده بوده‌است. او ادعا کرد که خودش یکی از افسران پلیس ممفیس به نام «ارل کلارک» را استخدام کرده تا به کینگ شلیک کند. در سال ۱۹۹۹، وکیلی به نام «ویلیام اف. پپر» (که وکیل ارل ری هم بود)، به وکالت از همسر و فرزندان کینگ، در دادگاه مدنی علیه «لوید جاورز» طرح دعوا کرد و دادگاه به نفع آنها رأی داد. در این دادگاه، شهادت‌ها و مدارک قابل‌توجهی برخلاف مفاد پرونده ارل ری ارائه شد اما وزارت دادگستری ایالات متحده در سال ۲۰۰۰ گزارشی ۱۵۰ صفحه‌ای منتشر کرد و ضمن رد هرگونه توطئه دولتی برای قتل کینگ، شواهد موجود را برای رسیدگی بیشتر به موضوع ناکافی دانست.